# Chiến dịch Kavkaz
Chiến dịch Kavkaz là tên gọi chung cho một chuỗi các hoạt động quân sự tại khu vực Kavkaz diễn ra giữa quân đội Liên Xô và quân đội Đức Quốc xã trong cuộc Chiến tranh Xô-Đức. Chiến dịch gồm hai giai đoạn: giai đoạn quân đội Đức Quốc xã tấn công (từ ngày 25 tháng 7 đến ngày 31 tháng 12 năm 1942) và giai đoạn quân đội Liên Xô phản công (từ ngày 1 tháng 1 đến ngày 9 tháng 10 năm 1943).
Sau những thành công trong giai đoạn đầu của chiến dịch Blau ở thượng lưu và trung lưu sông Đông, ngày 25 tháng 7 năm 1942, quân đội Đức Quốc xã phát động chiến dịch Hoa nhung tuyết (tiếng Đức: "Operation Edelweiß") với mục tiêu kiểm soát các mỏ dầu tại khu vực Kavkaz, đặc biệt là khu công nghiệp hóa dầu Baku tại Azerbaijan. Trong mùa thu và đầu mùa đông năm 1942, Cụm tập đoàn quân A (Đức) do thống chế Wilhelm List chỉ huy đã lần lượt đánh chiếm các vị trí quan trọng trên thảo nguyên Kuban, đồng bằng sông Sal, tiến đến sườn phía Bắc của dãy núi Kavkaz. Quân đội Liên Xô tại Kavkaz với hai cụm tác chiến Bắc Kavkaz và Biển Đen ban đầu có quân số và trang bị kém hơn đã tiến hành hàng chục trận đánh phòng thủ để làm tiêu hao sinh lực của Cụm tập đoàn quân A. Đến giữa mùa đông, cánh trái của Cụm tập đoàn quân A (Đức) vẫn không kiểm soát được phần phía Đông của thảo nguyên Kuban và cánh quân chủ lực (Tập đoàn quân xe tăng 1) bị chặn đứng trước khu vực Grozny - Ordzhonikidze (Vladikavkaz); cánh phải của Cụm tập đoàn quân này cũng phải dừng bước trước mạch núi Kavkaz ven Biển Đen. Bị tiêu hao sinh lực, phương tiện và không có biện pháp hiệu quả để vượt qua dãy Kavkaz, đồng thời, những thất bại của Cụm tập đoàn quân B tại Stalingrad và trung lưu sông Đông cũng tạo ra mối đe dọa phía sau lưng cánh quân của Wilhelm List lúc này đã do Adolf Hitler trực tiếp nắm quyền chỉ huy; tháng 12 năm 1942, Cụm tập đoàn quân A buộc phải chuyển sang phòng ngự với tuyến mặt trận kéo dài trên 1.500 km thành một hình cánh cung nhô về hướng biển Caspi.
Chiến dịch phản công đầu tiên của quân đội Liên Xô do Phương diện quân Nam thực hiện từ ngày 1 tháng 1, sau 2 ngày, Cụm tác chiến Bắc Kavkaz cũng phản công. Cụm tác chiến Biển Đen dự định phản công ngày 8 tháng 1 năm 1943 nhưng đã phải hoãn lại đến ngày 12 tháng 1 vì các đơn vị chưa tập trung đủ binh lực và phương tiện do thời tiết xấu, trên biển có bão lớn, tàu vận tải không thể cập bờ để đổ quân. Trong khi cuộc phản công của Phương diện quân Nam bị chặn lại ở tuyến sông Manych và Cụm Biển Đen tiến triển chậm thì Cụm Bắc Kavkaz của quân đội Liên Xô đã tiến nhanh qua thảo nguyên về hướng Bataysk, phía Nam Rostov. Tại trung lưu sông Đông, Chiến dịch Sao Thổ do Phương diện quân Tây Nam (Liên Xô) tiến hành đang hướng đòn tấn công về Rostov. Hai mối đe dọa trên buộc Tập đoàn quân xe tăng 1 (Đức) phải bỏ thảo nguyên Kuban, nhanh chóng rút về xung quanh Rostov, chia quân đóng giữ các đầu mối giao thông quan trọng dọc con đường chiến lược từ Georgiyevsk đi Rostov. Tập đoàn quân 17 được lệnh chốt chặt sườn Tây Bắc dãy Kavkaz dọc theo Biển Đen.
Cuộc phản công của quân đội Liên Xô tại Bắc Kavkaz chỉ mới đạt được mục tiêu trục xuất quân Đức khỏi khu vực này chứ không thể bao vây, tiêu diệt được Cụm tập đoàn quân A (Đức) như ý đồ ban đầu của Đại bản doanh Bộ Tổng tư lệnh tối cao quân đội Liên Xô do không đủ lực lượng và phương tiện. Quân đội Đức Quốc xã đã rút được đa số lực lượng khỏi khu vực này để sau đó, nhập vào Cụm tập đoàn quân Sông Đông thành Cụm tập đoàn quân Nam và tiếp tục gây khó khăn cho Các Phương diện quân Voronezh, Tây Nam và Nam (Liên Xô) trong mùa hè năm 1943. Ngoài ra, Quân đoàn bộ binh 14 (từ ngày 13 tháng 2 trực thuộc Tập đoàn quân 17 - Đức) vẫn giữ được căn cứ bàn đạp tại bán đảo Taman. Vì địa bàn này không còn là hướng chủ yếu chiến lược và cánh quân này hầu như bị cô lập nên sau chiến dịch Kavkaz, từ tháng 5 đến cuối tháng 9 năm 1943, các tập đoàn quân 9 và 56 của quân đội Liên Xô phải tiến hành hai chiến dịch mới phá được "Phòng tuyến xanh" của quân Đức và đẩy được Quân đoàn 14 (Đức) khỏi bán đảo Taman về Krym.
Chiến dịch Kavkaz đánh dấu thất bại cuối cùng của Kế hoạch Blau nhằm bóp chết quân đội Liên Xô trong tình trạng bị cô lập trên bộ với bên ngoài và lâm vào tình trạng thiếu hụt dầu mỏ. Nó cũng kết thúc luôn những tham vọng của nước Đức Quốc xã trong ý đồ mở một con đường trên bộ để tiến ra Trung Đông và Ấn Độ, đồng thời cũng làm cho Chính phủ Thổ Nhĩ Kỳ phải thay đổi thái độ, đi đến hạn chế dần những quan hệ với nước Đức Quốc xã nói riêng và các nước trong phe Trục nói chung. Quân đội Liên Xô không những đã bảo vệ được nguồn dầu mỏ tối quan trọng đối với nền kinh tế quốc dân mà còn đạt được kết quả quan trọng về chính trị. Chiến dịch Kavkaz cũng làm thất bại cả những mưu tính của nước Đức Quốc xã định dựng lên ở khu vực Kavkaz một chế độ li khai thân Đức do cựu trung tướng quân đội Nga hoàng, bá tước Pyotr Nikolayevich Krasnov và cựu trung tướng Bạch vệ Andrei Grigoriyevich Shkuro tự phong là Sultan vùng Krym và Sultan vùng Gəray - Azerbaijan, đứng đầu. Những vương hầu tự phong này đều phải trốn chạy theo đoàn quân Đức đang rút khỏi Kavkaz và đến ngày 9 tháng 5 năm 1945, họ đều bị bắt tại phía Tây Plezen (Tiệp Khắc) và bị Tòa án quân sự Liên Xô xử tử bằng giảo hình ngày 17 tháng 1 năm 1947.

## Bối cảnh

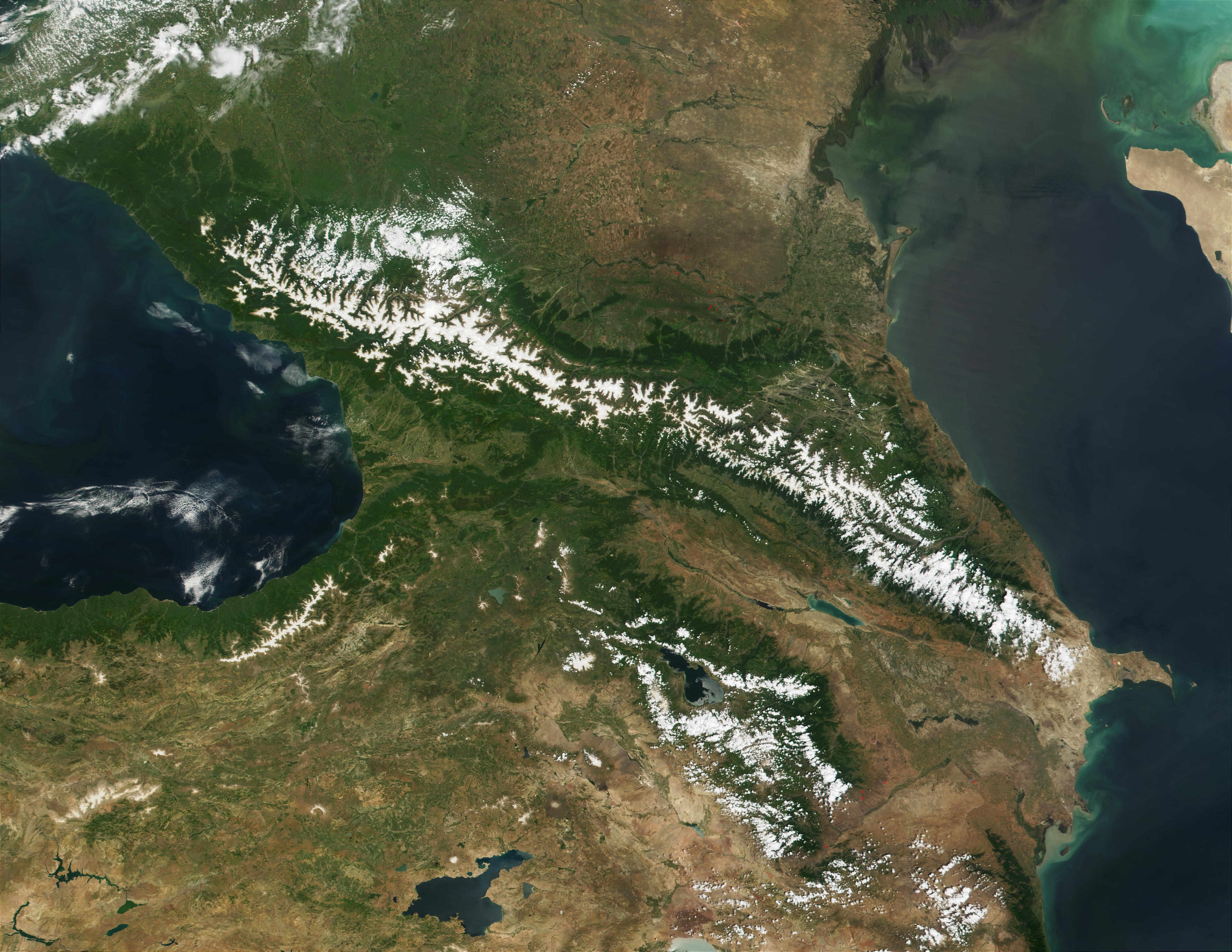
Ảnh chụp địa hình khu vực Kavkaz từ vệ tinh

Khu vực tác chiến của hai bên là vùng Bắc Kavkaz với hai mảng địa hình rõ rệt. Ở phía Tây Nam và phía Nam là dãy núi Kavkaz không cao lắm nhưng hiểm trở, có đỉnh Elbrush cao 5.642 m. Phía Tây Bắc là bán đảo Taman, một vùng ven biển thấp và lầy lội quanh năm, trải dài từ biển Caspi ở phía Đông đến giữa mặt trận là thảo nguyên Kuban rộng lớn giáp với đồng bằng hạ lưu sông Volga-Đông qua sông Sal, một trong các vựa lúa mỳ quan trọng của Liên Xô. Đây là vùng có địa hình lý tưởng cho các hoạt động tác chiến binh chủng hợp thành. Trên đồng bằng Kuban phẳng lỳ như mặt bàn, các vũ khí hạng nặng như xe tăng, xe cơ giới, pháo tự hành rất dễ cơ động trong tấn công và rút lui, pháo binh và không quân cũng có điều kiện phát huy hỏa lực vì không có nhiều vật cản. Các con sông trong vùng đều là sông nhỏ, không sâu và không đóng băng về mùa đông. Ngược lại, ở phía Tây Nam và phía Nam thảo nguyên Kuban lại là những dãy núi khá hiểm trở, rất khó cơ động tấn công và dễ bố trí các trận địa phòng thủ. Trong lịch sử, đây là nơi thường xảy ra tranh chấp giữa các đế quốc Nga và Ottoman cũng như tiềm ẩn nhiều mâu thuẫn sắc tộc do nằm ở vùng giao thoa giữa các nền văn minh lớn.
Khu vực Kavkaz là nơi có nguồn cung cấp dầu mỏ lớn của Liên Xô trước và trong chiến tranh thế giới thứ hai. Nguồn dầu mỏ ở vùng Siberia và Arkhangelsk vẫn đang còn trong giai đoạn thăm dò, đánh giá trữ lượng và khai thác thử nghiệm. Tại vùng Kavkaz, khu khai thác Baku cung cấp 71% sản lượng, khu Maikop cung cấp 24%, 5% sản lượng còn lại từ Trung Á (chủ yếu là Turkmenistan). Kết quả cuộc chiến tranh xâm lược nước Nga của Napoléon Bonaparte năm 1812 cũng như cuộc chiến tranh thế giới thứ nhất cho thấy chỉ có thể đánh sập nước Nga khi đánh tan quân đội của họ chứ không thể bằng việc đánh chiếm các mục tiêu có tính chất chính trị, kể cả thủ đô Moskva. Chiếm đoạt nguồn dầu mỏ tại Kavkaz, quân đội Đức Quốc xã không những có thể gây ngưng trệ hầu hết bộ máy chiến tranh của Liên Xô mà còn có thêm nguồn dầu mỏ để tiếp tục chiến tranh trong khi hai khu vực khai thác dầu chính ở trung lưu sông Danube (Áo-Hung) và Ploesti (Romania) không đủ cung cấp cho bộ máy chiến tranh khổng lồ ấy. Đối với chính quyền Đức Quốc xã, mục tiêu này tỏ ra thực tế hơn nhiều so với các mục tiêu của Kế hoạch Barbarossa.
Trong hồi ký của mình, Đại tướng Ivan Vladimirovich Tyulenev, Tư lệnh Phương diện quân Ngoại Kavkaz đã miêu tả việc hàng nghìn dân thường đã tìm cách chạy thoát khỏi Ukraina để đến trú ẩn tại các thành phố cảng ven biển Caspi an toàn hơn (ví dụ như Makhachkala và Baku). Khu vực Ngoại Kavkaz trở thành khu công nghiệp mới của Liên Xô sau khi 226 nhà máy, xí nghiệp đã được di dời trong Cuộc di tản công nghiệp năm 1941 tại Liên Xô. Sau khi tuyến đường Grozny - Ngoại Kavkaz bị quân Đức đánh chiếm, một tuyến giao thông mới từ thủ đô Moskva dẫn đến Ngoại Kavkaz được thiết lập với việc xây dựng hệ thống đường sắt từ Baku tới Orsk, băng ngang qua Astrakhan và khu vực tiền tuyến tại Makhachkala. Trong khi đó một tuyến tiếp vận đường biển khác bắt đầu từ thành phố Krasnovodsk ở Turkmenistan đến cảng Astrakhan cũng được đưa vào khai thác. Vì vậy, ngoài các mỏ dầu, đây còn là vùng công nghiệp quan trọng thứ hai của Liên Xô từ Donbass rút về (vùng còn lại là Tây Sibir).

## Binh lực và ý đồ tác chiến

### Quân đội Đức Quốc xã

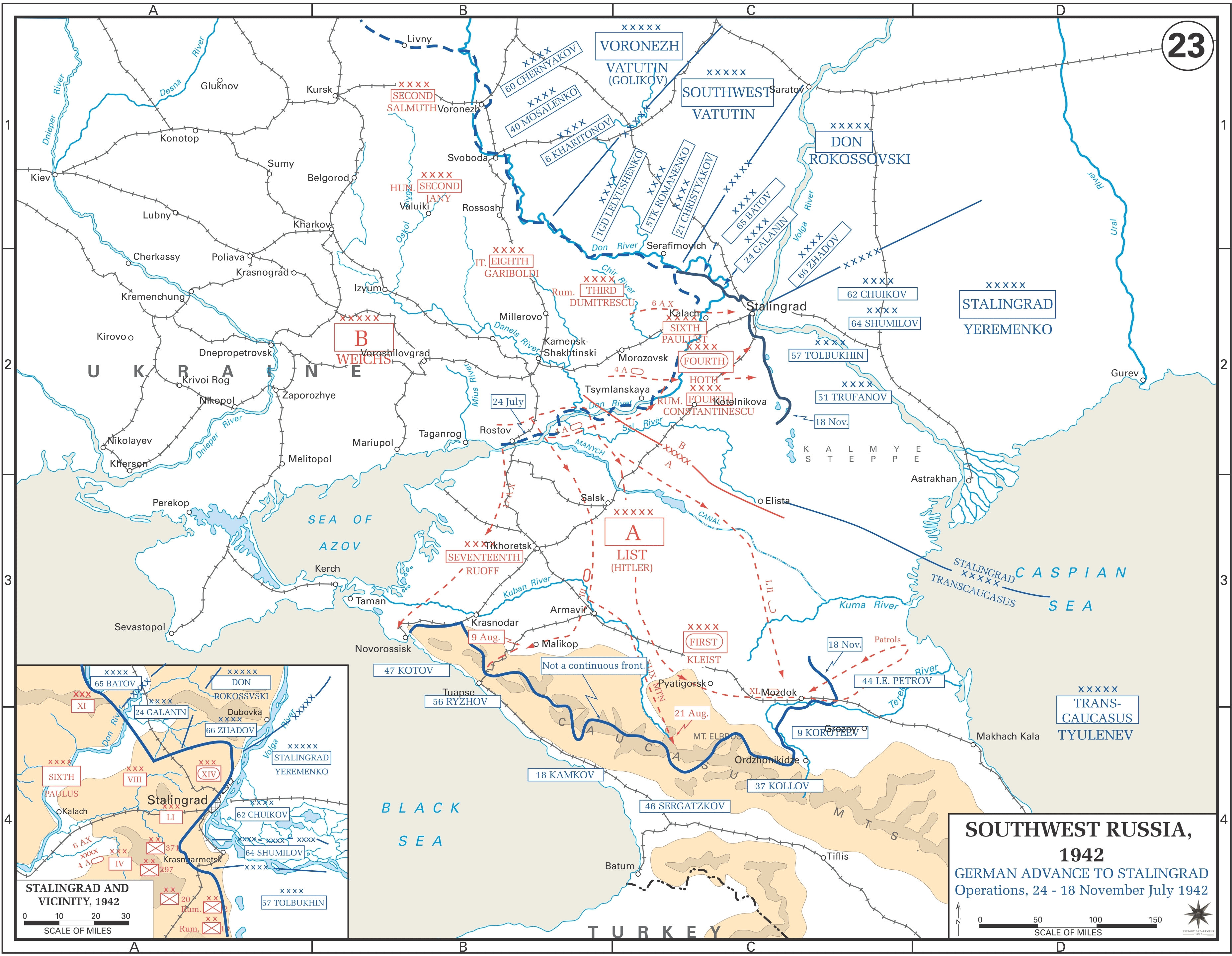
Diễn biến cuộc tấn công mùa hè năm 1942 của Quân đội Đức Quốc xã tại cánh Nam mặt trận Xô-Đức

Cụm tập đoàn quân A (Đức) do thống chế Wilhelm List và từ ngày 10 tháng 9 năm 1942 do đích thân Adolf Hitler chỉ huy là một trong các cụm tập đoàn quân mạnh của quân đội Đức Quốc xã, biên chế của nó bao gồm một tập đoàn quân xe tăng, hai tập đoàn quân binh chủng hợp thành, một quân đoàn sơn chiến Italia, một quân đoàn kỵ binh Romania. Từ ngày 20 tháng 10 năm 1942, Cụm tập đoàn quân này bổ sung thêm Sư đoàn "F" là đơn vị đặc chủng chuyên tác chiến trên thảo nguyên và sa mạc:
- Tập đoàn quân xe tăng 1 do tướng Paul Kleist chỉ huy, trong biên chế có:
  - Quân đoàn xe tăng 3 của tướng Eberhard von Mackensen, gồm các sư đoàn xe tăng 13, 19 và sư đoàn cơ giới SS "Wiking".
  - Quân đoàn xe tăng 40 của tướng Leo Freiherr Geyr von Schweppenburg gồm các sư đoàn xe tăng 3, 11, sư đoàn cơ giới 16 và sư đoàn pháo chống tăng tự hành 670.
  - Quân đoàn bộ binh 52 của tướng Albert Zehler gồm các sư đoàn bộ binh 50, 111 và 370.
  - Quân đoàn bộ binh sơn chiến 49 của tướng Rudolf Konrad gồm các sư đoàn bộ binh sơn chiến 1, 4 (Đức) và sư đoàn bộ binh sơn chiến 2 (Romania).
- Tập đoàn quân 17 do tướng Richard Ruoff chỉ huy, trong biên chế có:
  - Quân đoàn bộ binh 5 của tướng Wilhelm Wetzel gồm các sư đoàn bộ binh 9, 35, 73 (Đức), sư đoàn bộ binh 10 và sư đoàn kỵ binh 3 (Romania).
  - Quân đoàn bộ binh 42 của tướng Franz Mattenklott gồm các sư đoàn bộ binh 132, 153, sư đoàn xe tăng 22 và sư đoàn đổ bộ đường không 5.
  - Quân đoàn bộ binh 44 của tướng Maximilian de Angelis gồm các sư đoàn bộ binh 97, 101 và 257.
- Tập đoàn quân 11 phòng thủ Krym, có Quân đoàn bộ binh 14 của tướng Erik Hansen tham gia chiến dịch, gồm các sư đoàn bộ binh 22, 46, 170 và sư đoàn kỵ binh 5 (Romania).
- Sư đoàn đặc nhiệm F gồm các lực lượng chuyên tác chiến trên sa mạc do tướng Hellmuth Felmy đề xướng thành lập từ tháng 5 năm 1941 và do tướng Otto Deßloch chỉ huy, tổng quân số khoảng 6.000 người; gồm hai lữ đoàn người Đức, một lữ đoàn người Arab; quân số mỗi lữ đoàn khỏng 1.000 người, một tiểu đoàn xe tăng dùng động cơ làm mát bằng quạt gió gồm 25 chiếc, một phi đội máy bay trinh sát và cường kích chuyên dùng trên sa mạc có 25 máy bay, một tiểu đoàn kỵ binh cưỡi lạc đà, một trung đoàn hỗn hợp pháo xe kéo và pháo mang vác gồm 120 khẩu cỡ nòng từ 105 mm trở xuống, một trung đoàn công binh và một đại đội thông tin. Sau khi được đưa từ Hi Lạp đến Stavropol, sư đoàn này được bổ sung thêm một trung đoàn kỵ binh và tiểu đoàn xe tăng 201.[14]
- Quân đoàn sơn chiến Alpino thuộc Tập đoàn quân 8 Italia (phối thuộc cho Tập đoàn quân xe tăng 1, được rút đi ngày 25 tháng 11).

Ngày 5 tháng 4 năm 1942, Adolf Hitler ký ban hành Chỉ thị 41 về nhiệm vụ của quân đội Đức Quốc xã trong chiến cục hè-thu năm 1942 trên mặt trận Xô-Đức trong đó đề cập đến việc đánh chiếm Kavkaz của Liên Xô trong bước cuối cùng của chiến dịch. Ngày 23 tháng 7, sau khi chia tách Cụm tập đoàn quân Nam (Đức) thành Cụm tập đoàn quân A và Cụm tập đoàn quân B, Hitler đã vạch ra những mục tiêu chi tiết của các hành động quân sự tại Kavkaz cho Cụm tập đoàn quân A trong Chỉ thị số 45. Trong chỉ thị này có những mục tiêu cơ bản như sau:
| “                                  | Cụm tập đoàn quân A có nhiệm vụ: 1. Bao vây, tiêu diệt binh lực quân đội Liên Xô tại nam và đông nam Rostov. 2. Đánh chiếm toàn bộ bờ phía đông của Biển Đen, làm tê liệt các cảng ở Biển Đen và hạm đội Biển Đen của đối phương. 3. Lợi dụng những nhóm chống đối Xô Viết ở sườn tây Kavkaz để hỗ trợ cho Tập đoàn quân 11 đánh chiếm bờ Biển Đen. 4. Sử dụng các đơn vị cơ giới để hình thành một lá chắn thép ở sườn phía đông, đánh chiếm Terrible và cắt đứt con đường giao thông quân sự giữa Ossetia và Gruzia. Sau đó, tiến dọc theo bờ biển Caspi để đánh chiếm Baku. 5. Những hoạt động của Cụm tập đoàn quân "A" lấy tên mã là "Edelweiss" (Hoa Nhung Tuyết). | ” |
| — Adolr Hitler - trích Chỉ thị 45, | |   |

Tại thời điểm bắt đầu Chiến dịch Kavkaz, quân đội Đức Quốc xã đã hồi phục nhờ các hoạt động tăng viện từ Tây Âu và nước Đức cũng như sự tham gia đầy đủ hơn của các chư hầu Italia, Romania, Hungary và Kroatia. Thực hiện Kế hoạch Blau, họ đã đồng loạt tấn công với binh lực có ưu thế tương đối trên toàn bộ cánh Nam của mặt trận Xô-Đức. Ở thượng lưu và trung lưu sông Đông, quân Đức đã đẩy quân đội Liên Xô sang bờ đông con sông này và vượt sông tấn công Stalingrad. Quân đội Liên Xô liên tiếp thua trận và phải rút lui sau các trận đánh phòng ngự - phản công đẫm máu và chịu nhiều tổn thất lớn. Ở hạ lưu sông Đông, Cụm tập đoàn quân A (Đức) còn có binh lực áp đảo hơn so với Phương diện quân Nam (Liên Xô) đã tiêu hao một phần đáng kể lực lượng của họ trong Trận Rostov (1941) mà vẫn chưa được bổ sung, củng cố về người và vũ khí, khí tài. Những lực lượng dự bị mà quân đội Liên Xô tích lũy một cách chật vật đã được sử dụng hết trong chiến cục mùa đông 1941-1942, đặc biệt là tại Chiến dịch Barvenkovo-Lozovaya. Thế chủ động trên chiến trường từ tháng 5 năm 1942 đã thuộc về Quân đội Đức Quốc xã.
Trên giấy tờ và bản đồ thì mọi việc đều có vẻ như ổn thỏa. Nhưng thực tế, việc tấn công vào Kavkaz đã biến thành một cuộc phiêu lưu quân sự lớn do đích thân Hitler tự mình quyết định, bất chấp sự can ngăn của nhiều tướng lĩnh Đức trong Bộ Tổng tham mưu quan đội Đức và các thống chế chỉ huy chiến trường. Không chịu nổi sự phê phán của họ, ngày 9 tháng 9, Hitler cách chức thống chế Wilhelm von List và đích thân nắm quyền chỉ huy trực tiếp Cụm tập đoàn quân A. Việc đưa một binh lực lớn đến hơn 30 sư đoàn vào một vùng tác chiến xa xôi với hai mặt là biển, phía trước là núi cao và giao thông kém phát triển như ở Kavkaz chứa đựng những hiểm họa bị cắt đứt tuyến tiếp tế qua đường sắt duy nhất từ Rostov qua Grozny đến Makhachlala. Trong khi đó, Cụm tập đoàn quân B (Đức) vẫn chưa thể chế ngự được sự uy hiếp đánh đòn từ phía sau của ba Phương diện quân Liên Xô trên vùng đất hẹp nằm giữa hai khúc cong lớn của sông Đông và Sông Volga. Sự uy hiếp đó nghiêm trọng đến mức ngày 29 tháng 7 năm 1942, Bộ Chỉ huy tối cao quân đội Đức Quốc xã phải điều Tập đoàn quân xe tăng 4 đã chiếm giữ căn cứ bàn đạp quân sự Tsimlianskaya ở bờ nam sông Tsimla và chuẩn bị nhằm hướng Kavkaz phải đổi hướng tấn công về Stalingrad để hỗ trợ cho Tập đoàn quân 6 (Đức). Với việc Tập đoàn quân 6 (Đức) không thể hạ được thành phố Stalingrad mà còn bị bao vây vào cuối tháng 11, đầu tháng 12 năm 1942, mọi sự chú ý và việc sử dụng binh lực dự bị còn lại của Bộ Chỉ huy tối cao quân đội Đức Quốc đều nhằm vào khu vực giữa sông Volga và sông Đông. Thống chế Erich von Manstein và nhiều nhà nghiên cứu sau này đã chỉ ra rằng, Adolf Hitler đã cố giữ tập đoàn cứ điểm của Friedrich Paulus tại Stalingrad như một chốt chặn sau lưng các cánh quân chủ lực của Liên Xô tại Tây Nam mặt trận Xô Đức để có thời gian rút Cụm tập đoàn quân A do ông ta đích thân chỉ huy từ ngày 10 tháng 9 năm 1942 ra khỏi "cái túi Kavkaz" cũng do chính ông ta đã ra lệnh cho Cụm tập đoàn quân ấy chui vào.

### Quân đội Liên Xô

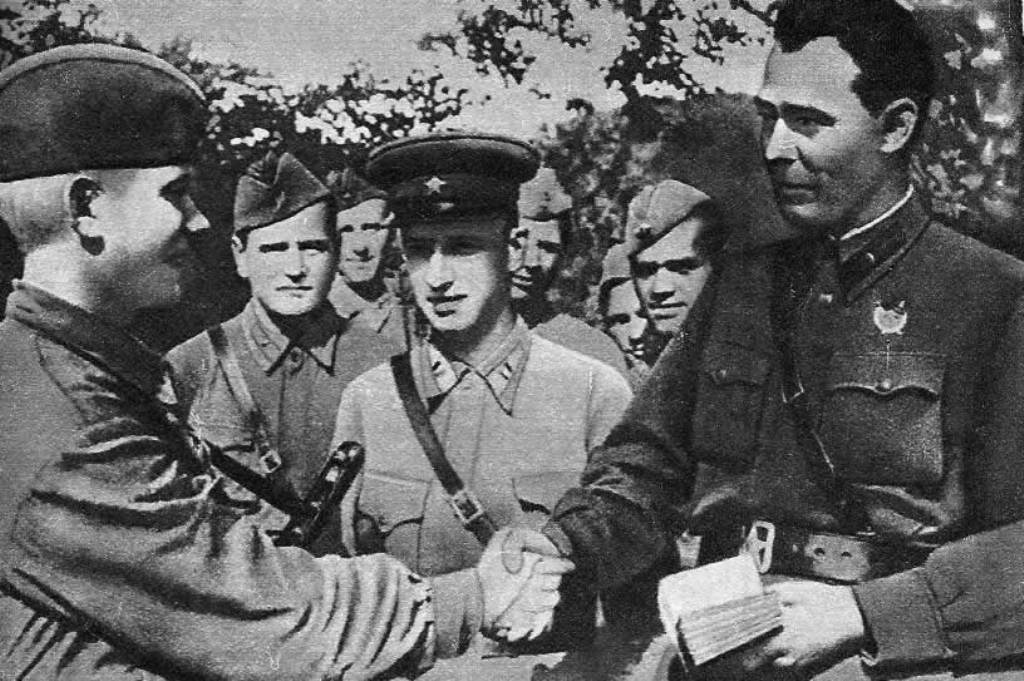
Chính ủy lữ đoàn Leonid Brezhnev tại Tập đoàn quân 18, năm 1942

Vì phải liên tục rút lui và chống đỡ các đòn tấn công của quân đội Đức Quốc xã trong mùa hè năm 1942 nên biên chế và phân bố lực lượng của quân đội Liên Xô tại khu vực Bắc Kavkaz không ổn định. Ban đầu, Phương diện quân Bắc Kavkaz được thành lập ngày 19 tháng 5 năm 1942 đóng vai trò của một lực lượng dự bị, hướng phòng thủ chủ yếu là bán đảo Taman đối diện với bán đảo Kerch của lãnh thổ Krym mà quân đội Liên Xô vừa phải rút bỏ và đề phòng quân đội Thổ Nhĩ Kỳ tấn công từ phía Nam Kavkaz. Phía Bắc phương diện quân này là Phương diện quân Nam đang phòng thủ tuyến sông Mius và hạ lưu sông Đông. Hai tuần sau khi quân đội Đức Quốc xã đánh bại Phương diện quân Nam và xâm nhập Kuban, Phương diện quân Nam bị giải thể. Các tập đoàn quân của nó được nhập vào Phương diện quân Ngoại Kavkaz. Ba ngày sau khi Tập đoàn quân xe tăng 1 (Đức) đột kích bổ đôi mặt trận của Phương diện quân Bắc Kavkaz và đánh chiếm Salsk, Phương diện quân Bắc Kavkaz bị giải thể. Phương diện quân Ngoại Kavkaz gồm các tập đoàn quân 46, 47 được điều từ biên giới Thổ Nhĩ Kỳ về, chỉ để lại Tập đoàn quân 45 phòng thủ biên giới phía Nam Kavkaz. Trên cơ sở các lực lượng của cả hai phương diện quân Bắc Kavkaz và Ngoại Kavkaz, Bộ Tổng tư lệnh quân đội Liên Xô thành lập hai cụm tác chiến Biển Đen và Bắc Kavkaz. Đại tướng Tyulenev, nguyên tư lệnh Phương diện quân Ngoại Kavkaz được bổ nhiệm làm đại diện thường trực của Đại bản doanh Bộ Tổng tư lệnh tối cao Liên Xô tại cả hai cụm tác chiến này.
Trước ngày 28 tháng 7 năm 1942, quân đội Liên Xô phòng thủ khu vực bắc Kavkaz có Phương diện quân Bắc Kavkaz do Nguyên soái Liên Xô S. M. Budyonny chỉ huy, trong biên chế có:
- Tập đoàn quân 12 (tái lập trên cơ sở nâng cấp quân đoàn bộ binh 17) do thiếu tướng A. A. Grechko chỉ huy, gồm các sư đoàn bộ binh 174, 270, sư đoàn xe tăng 11, các lữ đoàn bộ binh 107 và 165, trung đoàn pháo chống tăng 29.
- Tập đoàn quân 18 do thiếu tướng F. V. Kamkov chỉ huy gồm các quân đoàn bộ binh 10 và 16, các sư đoàn bộ binh 176 và 318, lữ đoàn xe tăng 5, hai trung đoàn pháo binh.
- Tập đoàn quân 37 do thiếu tướng P. M. Kozlov chỉ huy gồm các sư đoàn bộ binh 151, 96, 99, 216, 253 và 295.
- Tập đoàn quân 56 do thiếu tướng A. I. Ryhzov chỉ huy, gồm các sư đoàn bộ binh các sư đoàn bộ binh 31, 317, 343, 347 và 353, sư đoàn bộ binh sơn chiến 302, các sư đoàn kỵ binh 68 và 70, lữ đoàn xe tăng 6 và tiểu đoàn xe tăng độc lập 81.

Ngày 28 tháng 7, Bộ Tổng tư lệnh quân đội Liên Xô chia Phương diện quân Ngoại Kavkaz thành hai Cụm tác chiến phụ trách hai hướng chiến lược Biển Đen và Grozny - Makhachkala. Từ tháng 11 năm 1942, hai cụm tác chiến này được bổ sung thay thế nhiều sư đoàn mới, trong đó có hai Tập đoàn quân 46 và 47 rút từ biên giới Azerbaijan - Thổ Nhĩ Kỳ về. Đến đầu tháng 12 năm 1942, quân đội Liên Xô tại mặt trận Bắc Kavkaz gồm có:
- Cụm tác chiến Biển Đen do các trung tướng Ya. T. Cherevitsenko và I. E. Petrov lần lượt làm tư lệnh, trong biên chế có:
  - Tập đoàn quân 18 do các thiếu tướng F. V. Kamkov và A. A. Grechko lần lượt chỉ huy, gồm các sư đoàn bộ binh 31, 32, 236, 328, 383, 395, tiểu đoàn hải quân đánh bộ 68 và trung đoàn pháo binh 12.
  - Tập đoàn quân 46 do trung tướng K. N. Leselidze chỉ huy, gồm Quân đoàn bộ binh sơn chiến 3 (có các lữ đoàn bộ binh sơn chiến 9, 20, 242); các sư đoàn bộ binh 61, 351, 394, 406; trung đoàn kỵ binh độc lập 63, các tiểu đoàn trinh sát độc lập 51, 107, 119, 155; các trung đoàn sơn pháo 1, 10 và tiểu đoàn hải quân đánh bộ 51.
  - Tập đoàn quân 47 do các tướng G. P. Kotov, A. A. Grechko và F. V. Kamkov lần lượt chỉ huy, gồm các sư đoàn bộ binh 216 và 318, trung đoàn pháo binh 137, các lữ đoàn bộ binh 81, 83 và 225, các tiểu đoàn hải quân đánh bộ độc lập, trung đoàn bộ binh 672 (của sư đoàn 408).
  - Tập đoàn quân 56 do các tướng A. I. Ryzhov và A. A. Grechko lần lượt chỉ huy gồm các sư đoàn bộ binh 30, 339, 353, trung đoàn hải quân đánh bộ 76 và sư đoàn bộ binh sơn chiến 69.
  - Cụm quân đồn trú tại khu phòng thủ Tuapse gồm Sư đoàn bộ binh 408 (thiếu trung đoàn 672), trung đoàn hải quân đánh bộ 145, các tiểu đoàn hải quân đánh bộ 143, 324 và tiểu đoàn đặc biệt Spetnaz.
  - Lực lượng dự bị của Đại bản doanh lần lượt được điều động tăng viện cho cho Cụm tác chiến Biển Đen trong quá trình chiến dịch gồm sư đoàn bộ binh 77, các trung đoàn bộ binh 11, 16 và 193, tiểu đoàn đổ bộ đường không 151.
  - Lực lượng dự bị chiến dịch của Bộ Tư lệnh Cụm tác chiến Biển Đen gồm các trung đoàn bộ binh 261, 267, 347, 349, tiểu đoàn bộ binh độc lập 134, các tiểu đoàn hải quân đánh bộ 164, 165 và tiểu đoàn trượt tuyết 84.
  - Tập đoàn quân không quân 5 do thượng tướng S. K. Goryunov chỉ huy gồm các sư đoàn tiêm kích 236, 237, 265, sư đoàn cường kích 238, sư đoàn ném bom 312 và 2 trung đoàn ném bom ban đêm.
- Cụm tác chiến Bắc Kavkaz do trung tướng I. I. Maslenikov làm tư lệnh, trong biên chế có:
  - Tập đoàn quân 9 do trung tướng K. A. Koroteev chỉ huy gồm Quân đoàn bộ binh cận vệ 11 (các sư đoàn bộ binh cận vệ 8, 9, 10 và sư đoàn bộ binh nhẹ 57), các sư đoàn bộ binh 89, 176, 417, các trung đoàn bộ binh 19, 59, 60 và 131, tiểu đoàn bộ binh độc lập 256 và lữ đoàn hải quân đánh bộ 62.
  - Tập đoàn quân 37 do thiếu tướng P. M. Kozlov chỉ huy gồm Sư đoàn bộ binh cận vệ 2, các sư đoàn bộ binh 151, 275, 295, 392, sư đoàn biên phòng 11, trung đoàn biên phòng 113 và lữ đoàn cơ giới 127 (có 30 xe tăng).
  - Tập đoàn quân 44 do các thiếu tướng I. E. Petrov và V. A. Khomenko chỉ huy gồm các sư đoàn bộ binh 223, 317, 337, 389, các trung đoàn bộ binh 9 và 157.
  - Tập đoàn quân 58 do thiếu tướng V. A. Khomenko và trung tướng K. S. Melnik lần lượt chỉ huy gồm các sư đoàn bộ binh 271, 319 và 415, sư đoàn biên phòng Makhachkala và trung đoàn bộ binh 43.
  - Quân đoàn đặc công 8 gồm các trung đoàn đặc công 11, 23, 24, 25, 26, 28, 29 và 30.
  - Lực lượng dự bị chiến dịch thuộc Bộ Tổng tư lệnh tối cao điền động cho Cụm tác chiến Bắc Kavkaz gồm Quân đoàn bộ binh cận vệ 10 (có các sư đoàn bộ binh cận vệ 4, 5, 6 và sư đoàn bộ binh 7), Quân đoàn kỵ binh cận vệ 4 (có các sư đoàn kỵ binh cận vệ 9, 10 và các sư đoàn kỵ binh 30, 110), sư đoàn bộ binh 414, sư đoàn biên phòng 19 và trung đoàn bộ binh độc lập 10.
  - Tập đoàn quân không quân 4 do các tướng F. A. Naumenko và V. A. Vershinin lần lượt chỉ huy, gồm các sư đoàn tiêm kích 216, 217 và 229, sư đoàn cường kích 230, các sư đoàn ném bom 218, 219 và bảy trung đoàn độc lập ném bom ban đêm.
- Hải quân Liên Xô tham gia chiến dịch gồm:
  - Hạm đội Biển Đen (bao gồm cả không quân của hạm đội) do Phó Đô đốc F. S. Oktyabrskiy làm tư lệnh.
  - Phân hạm đội Azov do Chuẩn Đô đốc S. G. Gorskov làm tư lệnh.

Do mọi lo ngại của I. V. Stalin và Bộ Tổng tư lệnh tối cao Liên Xô trong mùa hè năm 1942 đều hướng về khu vực đồng bằng trung Nga và Moskva nên binh lực của quân đội Liên Xô bảo vệ hướng Kavkaz rất mỏng. Lực lượng này bao gồm các tập đoàn quân đã bị tiêu hao sau chiến dịch phản công tại Rostov mùa đông 1941-1942, một số lượng đáng kể vũ khí, khí tài đã bị thiệt hại và chưa được bổ sung. Nguy cơ đe dọa từ phía Thổ Nhĩ Kỳ với 26 sư đoàn của họ đã tập trung trên biên giới với Azerbaijan đã buộc Bộ Tổng tư lệnh quân đội Liên Xô phải để lại Tập đoàn quân 45 (sau đó thêm cả Tập đoàn quân 47) để bảo vệ khu vực Nam Kavkaz. Mặc dù quân đội Liên Xô đã rút các tập đoàn quân 44, 46 và 47 từ Iran về nhưng sau khi thua trận ở bán đảo Kerch, Tập đoàn quân 44 đã kiệt quệ đến mức phải rút ra làm lực lượng dự bị chờ bổ sung quân số và được giao trấn giữ cửa ngõ vào Makhachkala, phía sau Tập đoàn quân 9 có thực lực mạnh hơn. Sau trận tấn công vượt sông Tsimla của Tập đoàn quân xe tăng 4 (Đức), Tập đoàn quân 51 đã bị cắt rời khỏi Phương diện quân Bắc Kavkaz và được nhập vào đội hình Phương diện quân Đông Nam để trấn giữ hướng Nam Stalingrad.
Ban đầu, việc bố trí các công trình phòng thủ từ xa cho hướng Bắc Kavkaz đã không được Bộ Tổng tham mưu Liên Xô coi trọng thích đáng. Trong tháng 6, đã có một kế hoạch của Bộ Tư lệnh công binh đề nghị thiết lập những tuyến hàng rào dây théo gai nhiều lớp tại các vị trí phòng thủ giữa sông Đông, sông Kuban và sông Terek, ở các khu vực phòng thủ Taman và dọc theo bờ vịnh Azov với tổng chiều dài khoảng 2.000 km. Dự kiến sử dụng khoảng 1.000.000 quả mìn chống tăng và mìn chống kỵ binh, 700 tấn thuốc nổ và 600 tấn dây thép gai. Nhưng kế hoạch này đã không được triển khai sớm. Ngày 23 tháng 6, Bộ Tư lệnh Phương diện quân Ngoại Kavkaz điều Tập đoàn quân 44 mới được bổ sung, trang bị lại ra giữ tuyến sông Terek để củng cố hướng Makhachkala - Baku nhưng lại để cho cả một địa đoạn dài trên triền núi phía Bắc Kavkaz từ Klukhor đến Mestya hầu như không được bảo vệ. Tập đoàn quân 46 buộc phải rải quân trên một chính diện rộng gần 200 km trên các sườn núi. Tại đèo Marukh chỉ có một đại đội bộ binh một trung đội súng cối và một trung đội công binh phòng giữ. Ở đèo Klukhor cũng chỉ có hai đại đội bộ binh và một trung đội công binh phòng ngự. Sau khi Tập đoàn quân xe tăng 1 Đức đột phá đến Stavropol và Budenovsk, tuyến phòng thủ của quân dội Liên Xô tại Bắc Kavkaz đã kéo dài gấp hai lần rưỡi so với trước ngày 25 tháng 7. Tình trạng thiếu trang bị vũ khí rất nghiêm trọng đã làm giảm hiệu quả chiến đấu của các đơn vị Liên Xô. Sư đoàn bộ binh 417 chỉ còn 500 súng trường, tiểu đoàn đổ bộ đường không 151 chỉ có một nửa được trang bị vũ khí, hầu hết là tiểu liên Thomson, lữ đoàn bộ binh sơn chiến 292 chỉ có 30% quân số được trang bị vũ khí và hoàn toàn không có súng máy.
Chỉ đến đầu năm 1943, khi đã có trong tay những lực lượng dự bị mạnh, quân đội Liên Xô mới có thể tăng cường thêm nhiều sinh lực và phương tiện cho hướng Kavkaz nhưng không phải với ý định tấn công vỗ mặt mà sử dụng đòn vu hồi từ Cụm tác chiến Biển Đen để cắt đường giao thông của Cụm tập đoàn quân A (Đức) về Rostov và hạ lưu sông Đông. Tuy nhiên, do sự thiếu phối hợp giữa Cụm Biển Đen và Cụm Bắc Kavkaz, kế hoạch này đã không đạt được kết quả cuối cùng.

## Diễn biến chiến dịch

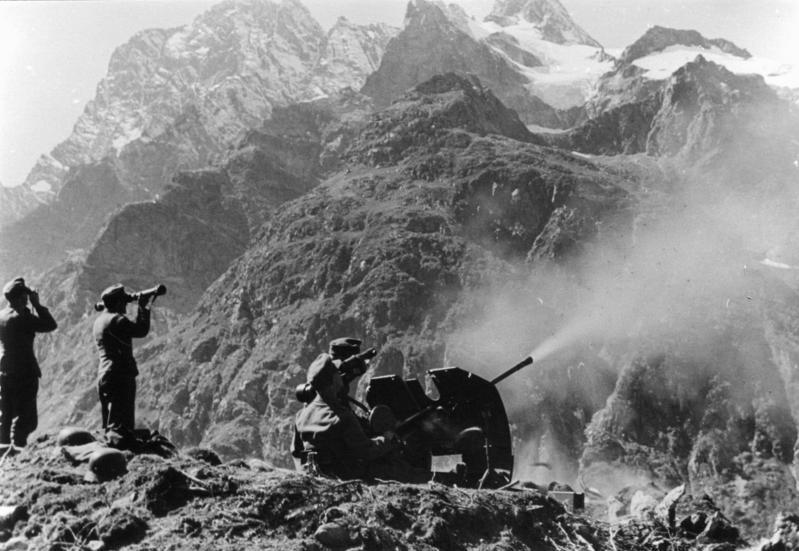
Pháo binh Đức bắn phá các vị trí của quân đội Liên Xô trên dãy Kavkaz

### Quân đội Đức Quốc xã tấn công

#### Tại hướng Tikhoretsk-Stavropol
Ngày 25 tháng 7 năm 1942, Cụm tập đoàn quân A (Đức) bắt đầu mở Chiến dịch Hoa nhung tuyết (Operation Edelweiß) với mục tiêu chọc thủng tuyến phòng ngự của quân đội Liên Xô ở bờ Nam sông Đông. Ngay trong ngày đầu, Tập đoàn quân xe tăng 1 (Đức) vượt sông Đông ở phía Bắc Veselyy, đánh vào hai bên sườn đội hình phòng ngự mỏng yếu của Tập đoàn quân 12 (Liên Xô) do thiếu tướng A. A. Grechko chỉ huy. Sư đoàn xe tăng 11 (Liên Xô) chỉ còn 30 xe tăng hầu như bị tiêu diệt trong các trận đánh giữa sông Đông và sông Manych. Ngày 28 tháng 7, Tập đoàn quân 12 (Liên Xô) bị tổn thất nặng và phải lùi về Ekaterinovsk, Bộ Tư lệnh Phương diện quân Ngoại Kavkaz điều Tập đoàn quân 56 ra hướng Egorlyk nhưng quân đoàn xe tăng 3 (Đức) đã vượt sông Manych và tấn công ồ ạt vào khu phòng thủ Salsk. Ở hướng Biển Đen, Tập đoàn quân 17 (Đức) sử dụng Quân đoàn bộ binh 42 có Sư đoàn xe tăng 22 làm mũi nhọn đột kích đã đánh bật Tập đoàn quân 18 (Liên Xô) khỏi Rostov. Các quân đoàn bộ binh 44 nhanh chóng vượt sông Đông và hướng đòn tấn công về Kushchevsky. Trên cánh trái, Quân đoàn cơ giới F được tung vào trận đã nhanh chóng dồn tập đoàn quân này về phía Nam sông Sal, uy hiếp Salsk. Ở cánh trái, các tập đoàn quân 18 và 56 vừa chống đỡ vừa lùi trước sức tấn công ồ ạt của Tập đoàn quân 17 (Đức). Trên tuyến đường sắt Krasnodar - Stalingrad, các tập đoàn quân 12 và 37 không còn tuyến phòng ngự liên tục và đang bị Tập đoàn quân xe tăng 1 (Đức) truy kích về hướng Stavropol.
Ngày 28 tháng 7, Bộ Tổng tư lệnh tối cao quân đội Liên Xô giải thể Phương diện quân Nam, nhập Tập đoàn quân 51 vào Phương diện quân Stalingrad (cũ), nhập các tập đoàn quân còn lại vào Phương diện quân Ngoại Kavkaz và đổi tên thành Phương diện quân Bắc Kavkaz. Đại tướng I. V. Tyulenev được giao chỉ huy phương diện quân này. Các tập đoàn quân 46 và 47 (Liên Xô) được điều từ Azerbaijan về phối hợp với Tập đoàn quân 9 thiết lập tuyến phòng thủ thứ hai ở sườn Bắc dãy Kavkaz. Tập đoàn quân 28 được giao nhiệm vụ phòng thủ thành phố Astrakhan trên cửa sông Volga. Khu phòng thủ Stavropol được thiết lập vội vã trong điều kiện thiếu thốn nên quân đội Liên Xô không kịp triển khai các thiết bị chống tăng. Không quân Đức chiếm ưu thế áp đảo về số lượng máy bay đã làm chủ vùng trời thảo nguyên Kuban, gây cho các đơn vị Liên Xô nhiều thiệt hại trong các cuộc rút quân và chặn kích. Mỗi sư đoàn của các tập đoàn quân 12 và 18 chỉ còn lại 800 đến 1.200 người. Tập đoàn quân 37 bị thiệt hại nặng nhất, mỗi sư đoàn chỉ còn từ 500 đến 800 tay súng.
Ngày 29 tháng 7, Sư đoàn 11 của Quân đoàn đặc công 8 (Liên Xô) đã phá vỡ đập tràn tại hồ chứa nước Veselovsky. Khu vực hạ lưu sông Manych tại phía Bắc Salsk bị chìm ngập, có chỗ rộng đến 3–4 km. Mọi nỗ lực bắc cầu phao của quân Đức cho xe tăng vượt qua đều vô hiệu. Tập đoàn quân xe tăng 1 của tướng Paul von Kleist phải chờ hai ngày cho nước rút. Tranh thủ quãng thời gian đó, các tập đoàn quân 12 và 37 đã thoát khỏi sự truy đuổi của các binh đoàn xe tăng Đức. Trong một hành động khác làm chậm bước tiến của xe tăng Đức, Tập đoàn quân 18 (Liên Xô) sử dụng lữ đoàn xe tăng 5 mở đường cho các sư đoàn bộ binh 176 và 318 đột kích phá hủy một đoạn đường sắt dài 2 km từ bờ bắc sông Eya đi Belaya Glina nhưng Tập đoàn quân 17 (Đức) đã đưa chủ lực của quân đoàn bộ binh 42 vượt sông Sosyka đánh vào phía sau các quân đoàn bộ binh 10 và 16 đang phòng thủ khu vực Tikhoretsk. Trong khi các sư đoàn bộ binh đang cố cản bước tiến của xe tăng Đức, tại phía sau mặt trận Liên Xô đã tiến hành sơ tán. 206.700 con bò, 411.300 cừu và dê, 58.000 con ngựa, hơn 10.000 xe lúa mỳ được đưa về Gruzia, Armenia và Azerbaijan. 600 xe ô tô chở thiết bị máy móc đã di chuyển về Baku, toàn bộ số dầu thô đã khai thác được chuyển đến Grozny để tinh chế. Quân đội Liên Xô đặt mìn phá huỷ nhà máy liên hợp lọc dầu số 5 tại Maikop.
Ngày 2 tháng 8, Quân đoàn xe tăng 3 (Đức) tấn công về Stavropol. Quân đoàn bộ binh 52 (Đức) có sư đoàn cơ giới 16 làm mũi đột kích đánh chiếm Salsk. Ngày 3 tháng 8, sư đoàn cơ giới 16 tách ra và tấn công về hướng Astrakhan. Quân đoàn bộ binh 52 phối hợp với Quân đoàn cơ giới F lao nhanh về phía Budenovsk. Cùng ngày, các quân đoàn xe tăng 3 và 40 (Đức) đánh chiếm thành phố Stavropol hoàn toàn không gặp một sự kháng cự nào đáng kể. Ngày 3 tháng 8, Quân đoàn xe tăng 3 (Đức) phát triển sang hướng Biển Đen và bị Tập đoàn quân 12 (Liên Xô) chặn lại Armavir. Quân đoàn xe tăng 40 tiếp tục tấn công về Grozny và bị các đơn vị còn lại của Tập đoàn quân 37 (Liên Xô) chặn đánh trên tuyến Kislovodsk, Piatigorsk, Georgiyevsk. Ngày 30 tháng 7 năm 1942, tướng Franz Halder, Tổng tham mưu trưởng lục quân Đức viết:
| “                                         | Tình hình tại Cụm tập đoàn quân "A" phát triển rất thuận lợi. Việc di chuyển của đối phương ở phía trước Tập đoàn quân 17 trên tất cả các mặt trận và trên các cánh quân phía Đông (Tập đoàn quân xe tăng 1) đã biến thành một cuộc tháo chạy. Việc đánh chiếm các mỏ dầu ở Maikop chỉ còn tính từng ngày. | ” |
| — Franz Halder. Dự thảo nhật lệnh số 309, | |   |

Ngày 4 tháng 8 năm 1942, Quân đoàn bộ binh sơn chiến 49 (Đức) và Quân đoàn sơn chiến Alpino (Italia) đổ quân xuống Stavropol và men theo các con sông nhỏ ở thượng nguồn sông Kuban tiến lên các triền núi Tây Bắc Kavkaz. Ngày 5 tháng 8, Quân đoàn sơn chiến Alpino (Italia) đánh chiếm Ispravnaya, Sư đoàn bộ binh sơn chiến 2 (Đức) vượt qua Mikoyan-Shakha (???) đánh chiếm Teberda, Sư đoàn bộ binh sơn chiến 2 (Romania) tiến lên trại leo núi Sancharo, Sư đoàn bộ binh sơn chiến 1 (Đức) tiến lên trại leo núi Terskol ngay dưới chân ngọn Elbrus. Ngày 6 tháng 8, Sư đoàn bộ binh sơn chiến 2 (Đức) đã đánh chiếm đèo Klukhori nằm trên con đường chiến lược dẫn đến cảng Sukhumi. Ngày 9 tháng 8, Bộ Tư lệnh Tập đoàn quân 46 (Liên Xô) điều động Quân đoàn bộ binh sơn chiến 3 (thiếu lữ đoàn 20) phản kích. Đến ngày 15 tháng 8, quân đoàn này đã đẩy được Sư đoàn bộ binh sơn chiến 2 (Đức) xuống chân đèo phía Bắc. Từ ngày 11 đến ngày 25 tháng 8, tại đèo Marukha, trung đoàn biên phòng 23 và lữ đoàn bộ binh sơn chiến 20 đã chiến đấu đến người cuối cùng để ngăn chặn cuộc tấn công vượt đèo của Quân đoàn sơn chiến Alpino (Italia). Ngày 27 tháng 8, các sư đoàn bộ binh 394, 406 và trung đoàn cơ giới 33 NKVD đã được điều động đến phản công và hất Quân đoàn Alpino (Italia) xuống chân núi. Ở phía Nam, Sư đoàn bộ binh sơn chiến 1 (Đức) chỉ chiếm được Trại leo núi số 11 dưới chân ngọn Elbrus và đã phải dừng lại vì thương vong lớn.
Đến đây Quân đoàn sơn chiến Alpino (Italia) phải chuyển sang phòng thủ dưới chân núi Kavkaz. Quân đoàn sơn chiến 49 (Đức) chuyển các nỗ lực tấn công sang hướng Armavir - Maikop để phối hợp với Tập đoàn quân 17 cố chiếm được Tuapse, một đầu mối đường sắt quan trọng trên con đường chiến lược chạy dọc bờ Biển Đen.

#### Trên hướng Armavir-Maikop

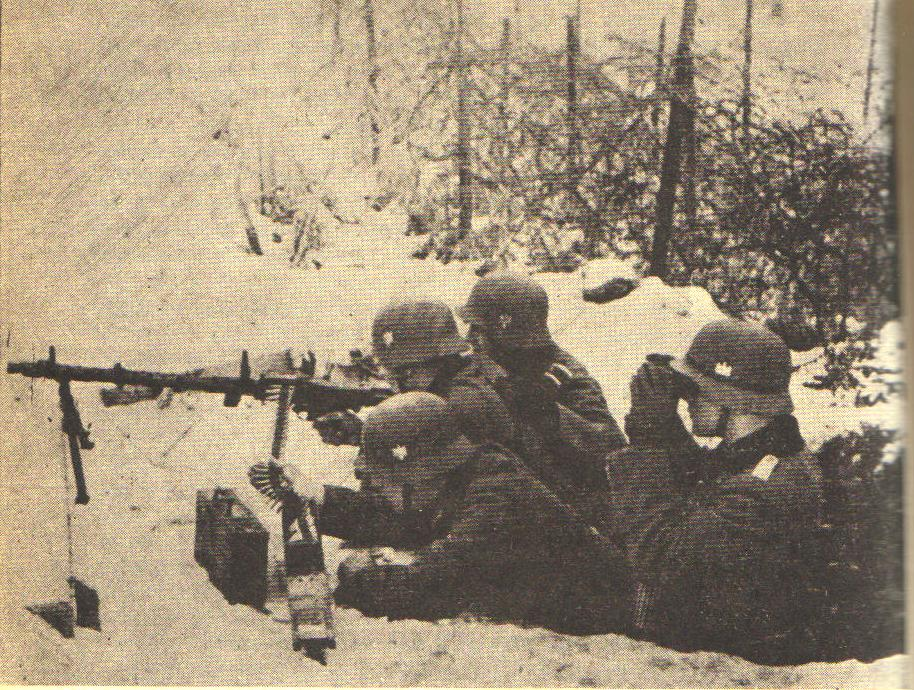
Bộ binh Đức tấn công lên các sườn núi Kavkaz

Maikop là mục tiêu đầu tiên tại Bắc Kavkaz mà quân đội Đức Quốc xã muốn đánh chiếm do đây là khu mỏ dầu lớn thứ hai sau Baku, cung cấp 24% sản lượng dầu của toàn Liên Xô khi đó. Chiếm được nó, quân đội Đức Quốc xã có thêm một nguồn "vàng đen" quan trọng để tiếp tục nuôi dưỡng bộ máy chiến tranh. Song song các đợt tấn công nhằm cắt đứt con đường sắt phía Tây Kavkaz ven Biển Đen, Cụm tập đoàn quân "A" (Đức) đã triển khai Quân đoàn xe tăng 3 (Tập đoàn quân xe tăng 1) phối hợp với Quân đoàn bộ binh 44 tấn công Armavir, các Quân đoàn bộ binh 5 và 42 của Tập đoàn quân 17 tấn công Krasnodar để mở cánh cửa vào Maikop từ hai hướng Đông và Bắc.
Ngày 6 tháng 8, Quân đoàn xe tăng 3 bắt đầu vượt sông công kích khu phòng thủ Armavir. Bảo vệ cây cầu bắc qua sông Kuban tại Armavir, Tiểu đoàn pháo chống tăng 2 thuộc trung đoàn pháo chống tăng 29 đã chống đỡ suốt ba ngày với trung đoàn đoàn xe tăng 800 "Brandenburg" thuộc sư đoàn xe tăng 13. Tuy nhiên, đây chỉ là mũi kỳ binh. Hướng tấn công chính của quân Đức gồm sư đoàn xe tăng 19 và sư đoàn cơ giới SS "Wiking" đột phá vào tuyến phòng thủ rất mỏng của Tập đoàn quân 12 (Liên Xô) vốn đã quá suy yếu sau Chiến dịch phòng thủ Tikhoretsk-Stavropol. Ngay trong ngày 6 tháng 8, Quân đoàn bộ binh 44 của Tập đoàn quân 17 từ Tikhoretsk đột kích qua Gulkevichi, đánh vào sau lưng chủ lực Tập đoàn quân 12 (Liên Xô). Sư đoàn xe tăng 19 và sư đoàn cơ giới SS "Wiking" vượt sông Kuban tại phía Nam Kropotkin. Tập đoàn quân 18 (Liên Xô) được điều ra tuyến sông Laba để phòng thủ Maikop từ hướng Đông Bắc trong khi Trung đoàn pháo chống tăng 29 và lữ đoàn bộ binh 107 của Tập đoàn quân 12 vẫn cố gắng ngăn chặn Sư đoàn xe tăng 13 (Đức) tại phía cây cầu Armavir.

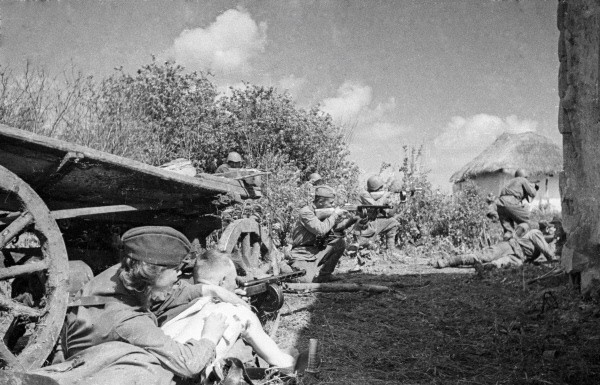
Quân đội Liên Xô chiến đấu bảo vệ một ngôi làng ở Kavkaz, tháng 6 năm 1942

Để thống nhất lực lượng phòng thủ Maikop, ngày 7 tháng 8, Bộ Tổng tư lệnh tối cao quân đội Liên Xô giải thể Tập đoàn quân 12 và nhập các đơn vị còn lại của nó vào Tập đoàn quân 18 và giao cho tướng A. A. Grechko chỉ huy. Cũng trong ngày 7 tháng 8, các quân đoàn bộ binh xung kích 5 và 42 (Đức) đột phá qua Krasnodar về phía cảng Novorrossisk. Quân đoàn bộ binh 14 (Đức) vượt qua eo biển Kerch đánh chiếm bán đảo Taman và thị trấn Krymsk. Bị đánh một đòn từ sau lưng, Tập đoàn quân 47 phải rút khỏi Krasnodar về phòng thủ hướng Novorossisk. Tập đoàn quân 56 không giữ được tuyến phòng thủ phía Tây Maikop, đã để cho quân đoàn bộ binh xung kích 5 (Đức) đánh chiếm thị trấn Severskaya ngày 7 tháng 8. Tập đoàn quân 18 (Liên Xô) đang phòng thủ Maikop có nguy cơ bị đột kích từ phía Tây. Trong một cố gắng giữ tuyến phòng thủ tại khu vực Armavir - Maikop, tướng S. V. Goryunov, chỉ huy Tập đoàn không quân 5 đã tung toàn bộ 94 máy bay cường kích và ném bom có trong tay để ngăn chặn quân đoàn xe tăng 3 và sư đoàn xe tăng 22 (Đức). Nỗ lực này đã bù đắp phần nào cho sự thiếu hụt hỏa lực nghiêm trọng của hai tập đoàn quân 18 và 56 khi họ chỉ còn lại 229 khẩu pháo, 292 súng cối và bị mất sạch xe tăng. Các trận ném bom đã gây một số tổn thất cho sư đoàn xe tăng 19 (Đức) làm cho đợt công kích của quân Đức vào Maikop từ hướng Bắc phải tạm dừng ngày 7 tháng 8.
Cũng trong ngày 7 tháng 8, Quân đội Liên Xô đặt mìn phá hủy cây cầu đá ở Armavir. Ngày 8 tháng 8, Sư đoàn xe tăng 13 (Đức) đã bí mật bắc được một cây cầu tạm qua sông Kuban trên thượng lưu cây cầu cũ. Trong lúc vượt sông, một xe tăng T-IV đã làm sập cầu, bị rơi xuống sông và chiếc xe tăng đó đã được dùng để làm trụ cho một cây cầu khác bắc ngay lên trên nó. Nhờ có cây cầu "bất đắc dĩ" ấy, toàn bộ Sư đoàn xe tăng 13 (Đức) đã vượt được sang tả ngạn sông Kuban. Chiều ngày 8 tháng 8, Quân đoàn xe tăng 3 (Đức) đã tập trung lực lượng chuẩn bị công kích Maikop với binh lực 5 sư đoàn bộ binh 2 sư đoàn xe tăng, được trang bị 172 xe tăng, 833 pháo và 592 súng cối. Trước nguy cơ bị đánh chiếm, khu khai thác dầu Maikop được quân đội Liên Xô khẩn trương thanh dã. Từ ngày 3 tháng 8, hơn 600 xe ô tô đã chở các thiết bị có thể tháo dỡ được di chuyển về Grozny, toàn bộ số dầu đã sơ chế được chuyển đến Baku qua con đường sắt ven Biển Đen để tiếp tục tinh chế. Ngày 8 tháng 8, nhà máy liên hợp lọc dầu số 5 tại Maikop bị đặt mìn đánh sập. 80.000 tấn dầu thô còn lại trong các bể chứa không có khả năng di chuyển cũng bị đốt bỏ.
Ngày 9 tháng 8, Quân đoàn xe tăng 3 và Quân đoàn 44 (Đức) mở cuộc tổng công kích vào Maikop. Để yểm hộ cho các đoàn xe tải và xe lửa đang di chuyển về Tuapse, tướng A. A. Grechko chủ động rút quân chậm về Neftegorsk và Shaumiyan, cùng với Tập đoàn quân 56 lúc đó cũng phải rút về Goryachy Klyuch phòng thủ Tuapse. Chiều tối ngày 9 tháng 8, Tổng tham mưu trưởng quân đội Đức, tướng Franz Halder viết:
| “               | Tình hình phía Nam tiến triển thuận lợi, đã đánh chiếm Krasnodar và Maikop | ” |
| — Franz Halder, |                                                                            |   |

Do không đủ thời gian để sơ tán, các giếng dầu ở Maikop được quân đội Liên Xô thiêu hủy để không rơi vào tay quân Đức. Đây là khu mỏ dầu duy nhất và cũng với sản lượng ít nhất ở Bắc Kavkaz mà quân Đức chiếm được nhưng lại trong tình trạng của một đống sắt vụn phế thải. Trong khi Tập đoàn quân xe tăng 1 của Đức đang đột phá vô vọng vào Grozny - Orzhonikize thì trong tháng 9 năm 1942, Cụm tác chiến Biển Đen (Liên Xô) sử dụng Tập đoàn quân 18 phối hợp với Hạm đội Biển Đen thực hiện thành công cuộc đổ bộ đánh chiếm hải cảng Novorissiysk, giành lại quyền kiểm soát toàn bộ bờ phía Đông Biển Đen và tạo thêm một nguy cơ uy hiếp từ hướng Tây Nam đối với Cụm Tập đoàn quân A đang rải ra trên khắp thảo nguyên Kuban và các chân đèo phía bắc dãy hoành sơn Kavkaz. Mặc dù đây chưa phải là bước ngoặt của cuộc chiến như một số báo chí Liên Xô những năm 1970 tuyên truyền nhưng chiến dịch Novorissiysk có ý nghĩa động viên tinh thần và tâm lý rất lớn đối với quân đội Liên Xô trong giai đoạn rút lui và phòng ngự tại mặt trận Kavkaz.

#### Quân cảng Novorossiysk bị quân Đức đánh chiếm

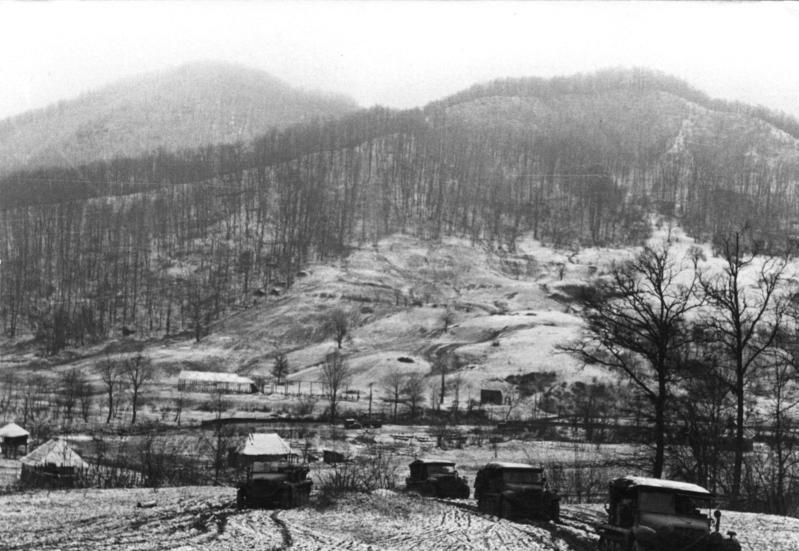
Các đoàn xe quân sự Đức chìm ngập trong tuyết trên dãy Kavkaz

Cuối năm 1942, Novorossisk là hải cảng lớn nhất còn lại của Hải quân Liên Xô tại Biển Đen trong khi các căn cứ hải quân quan trọng như Odessa, Sevastopol đã lần lượt bị quân Đức đánh chiếm. Mặc dù Liên Xô còn có một số cảng ở phía Nam như Batumi và Poti nhưng tại các cảng này không có đủ các công trình kỹ thuật để bảo dưỡng, sửa chữa tàu chiến, đặc biệt là tàu ngầm. Mực nước nông của các cảng này cũng không cho phép các thiết giáp hạm hạng nặng có thể cập bến. Nếu để mất Novorossisk, Hạm đội Biển Đen của Hải quân Liên Xô có thể bị tê liệt. Do đó mà Novorossisk đã trở thành một trong các mục tiêu quan trọng của Chiến dịch Hoa nhung tuyết. Và cũng chính vì vậy mà Novorossisk trở thành một chiến trường khốc liệt, tuy chật hẹp nhưng lại thu hút nhiều sinh lực và phương tiện của Quân đội, Hải quân Liên Xô và quân đội Đức Quốc xã tham chiến.
Việc phòng thủ Novorossisk ban đầu được giao cho Tập đoàn quân 47, Sư đoàn bộ binh 216 của Tập đoàn quân 56, các biên đội tàu tuần duyên Azov, Temryuk, Kerch và tiểu đoàn bảo vệ của căn cứ hải quân Novorossisk. Sư đoàn không quân 237 thuộc Hạm đội Biển Đen có các căn cứ tại Gelendzhik, Batumi và Ochemchiri có 112 máy bay chịu trách nhiệm yểm hộ trên không. Lực lượng trên bộ do thiếu tướng G. V. Kotov chỉ huy. Lực lượng hải quân do Chuẩn đô đốc S. G. Gorshkov chỉ huy. Hỏa lực pháo binh bờ biển rất mỏng, chỉ có 87 khẩu có cỡ nòng từ 45 mm đến 152 mm. Phân hạm đội Novorossisk có 2 pháo hạm, 26 tàu tuần duyên, 17 tàu phóng ngư lôi. Hỏa lực phòng không cũng chỉ có 84 pháo phòng không và 50 súng máy hạng nặng. Để đánh chiếm Novorossisk, Cụm tập đoàn quân A sử dụng Tập đoàn quân 17, Quân đoàn bộ binh 14 của Tập đoàn quân 11.
Cuộc phòng thủ Novorossiysk diễn ra hơn một tháng. Bằng các đòn đánh liên tục của các sư đoàn bộ binh, kỵ binh và xe tăng thay phiên nhau tấn công, Tập đoàn quân 17 (Đức) do tướng Richard Ruoff đã phải lần lượt bóc gỡ từng tuyến phòng thủ, từ cụm chốt của bộ binh và hải quân đánh bộ Liên Xô. Sau 22 ngày tấn công, ngày 10 tháng 9, quân Đức đã chiếm được quân cảng Novorossiysk nhưng không thể tiến xa hơn với những thiệt hại đáng kể. Hải quân Đức cũng không thể sử dụng được căn cứ hải quân này do nó luôn nằm trong tầm bắn của pháo binh hạng nặng và không quân ném bom của Liên Xô; đồng thời, các luồng lạch ra vào cảng đều rải thủy lôi hoặc bị tàu ngầm Liên Xô phong tỏa. Mặc dù bị mất căn cứ hải quân Novorossisk nhưng Hạm đội Biển Đen của Liên Xô vẫn cố gắng sử dụng hai hải cảng nhỏ hơn tại Sukhumi và Poti để trú đậu, vẫn thực hiện đều đặn các nhiệm vụ vận tải, tiếp tế và yểm hộ cho các lực lượng trên bộ dọc bờ Tây Biển Đen. Cuối cùng, cuộc phản công ngày 25 tháng 9 của Tập đoàn quân 47 (Liên Xô) đã buộc các lực lượng Đức ở Novorossiysk phải chuyển sang phòng ngự và không thể đột phá về phía Tuapse.

#### Trước cửa ngõ Grozny - Odzhonikidze

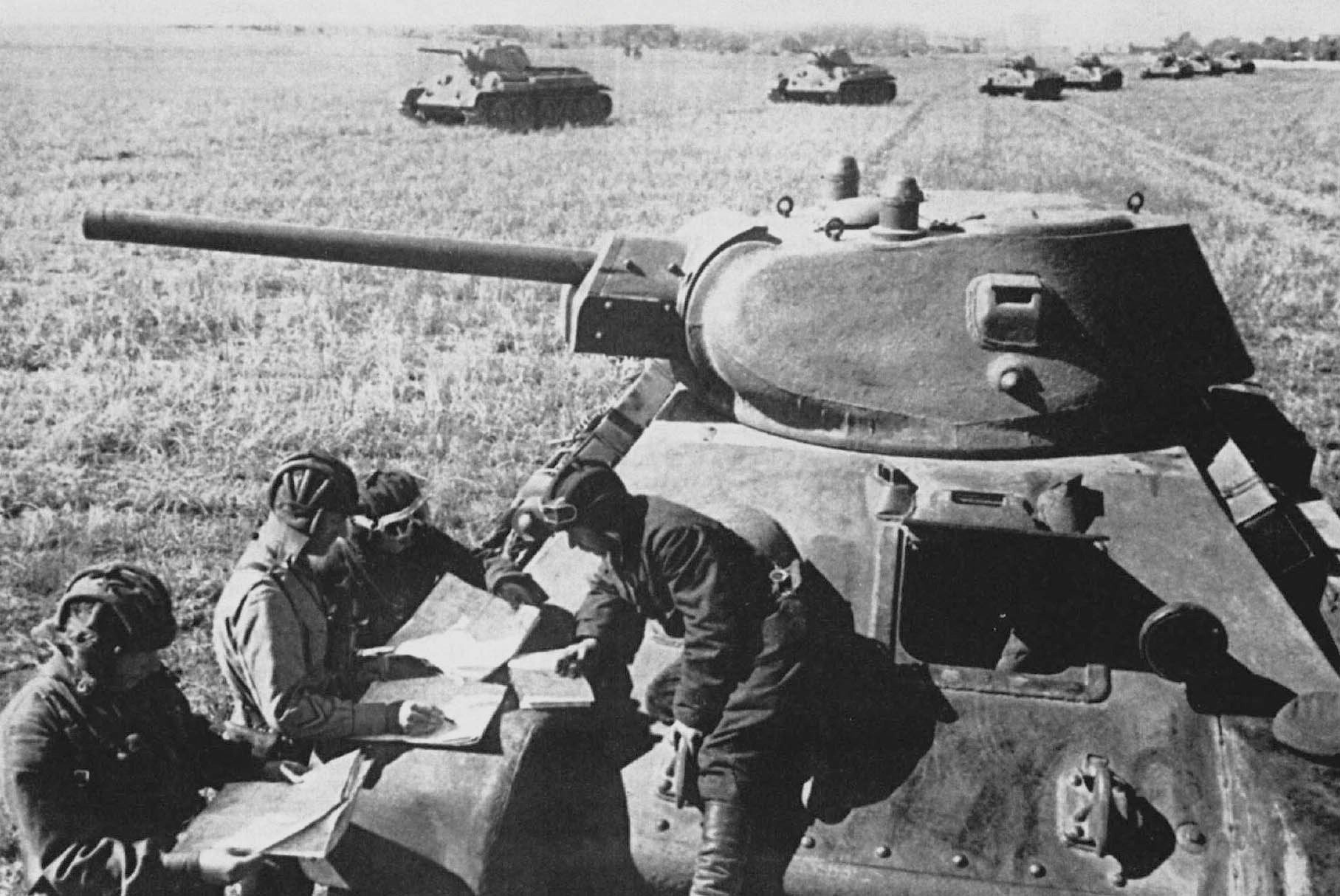
Một đơn vị xe tăng Liên Xô tại Makhachkala

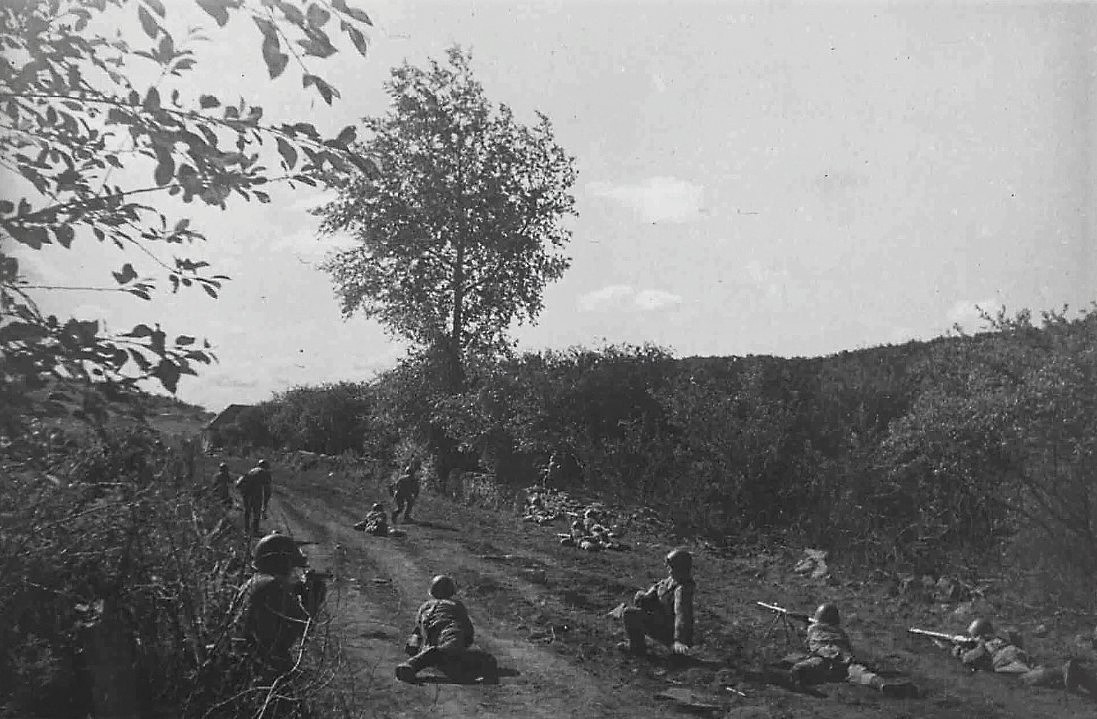
Quân đội Liên Xô phòng thủ ở ngoại vị Ordzhonikidzhe

Những trận đánh trước cửa ngõ Grozny - Odzhonikidze (nay là thành phố Vladikavkaz) thường được gọi là Chiến dịch phòng thủ Mozdok-Malgobek. Chiến dịch này là hoạt động quân sự lớn của Cụm tác chiến Bắc Kavkaz (Liên Xô) chống lại cuộc tấn công của Cụm tập đoàn quân A (Đức) qua Mozdok và Grozny về hướng Makhachkala nhằm mở đường vượt sông Terek để tiến về Baku. Từ ngày 1 tháng 9, các quân đoàn xe tăng 3, 40 và quân đoàn bộ binh 52 của tướng Paul Ludwig Ewald von Kleist sau khi đánh chiếm khu công nghiệp lọc hóa dầu Maikop đã cơ động qua Nevinnomyssk tấn công các khu vực phòng thủ của quân đội Liên Xô tại các thành phố Kislovodsk, Piatigorsk, Georgiyevsk nằm trên tuyến phòng thủ từ xa bảo vệ hướng Makhachkala-Baku. Ngày 5 tháng 9, các quân đoàn xe tăng 3 và 40 (Đức) đột phá qua các cụm phòng thủ Kislovodsk, Piatigorsk, Georgiyevsk của quân đội Liên Xô, đẩy Tập đoàn quân 37 (Liên Xô) về tuyến Nalchik - Mozdok. Ngày 6 tháng 9, Tập đoàn quân 9 (Liên Xô) và Tập đoàn quân 44 đã thiết lập xong trận địa phòng thủ phía Tây Grozny gồm 4 tuyến, khóa chặt hai tuyến đường sắt qua Naurskaya và Grozny đi Makhachkala. Mặc dù phải bỏ Nalchik nhưng Tập đoàn quân 37 cũng chặn được Quân đoàn xe tăng 40 (Đức) trước của ngõ Ordzhonikidze. Ở cánh phải, mọi cố gắng của Quân đoàn bộ binh 52 (Đức) đột phá từ Mozdok theo nhánh phía Bắc tuyến đường sắt từ Prokhladny qua Mozdok đi Makhachkala đều bị cánh phải của Tập đoàn quân 9 (Liên Xô) và Tập đoàn quân 44 chặn đứng. Ngày 25 tháng 9, tại cửa ngõ Ordzhonikidze đã diễn ra các trận đột kích của Quân đoàn xe tăng 3 (Đức) và các cuộc phản đột kích của cánh trái Tập đoàn quân 9 và Tập đoàn quân 37 (Liên Xô). Trong một trận phục kích xe tăng từ ngày 13 đến 14 tháng 9 diễn ra tại "cửa ngõ" Elkhotovsky, Quân đội Liên Xô đã chặn được các sư đoàn xe tăng Đức ngay ở ngoại ô phía Tây Ordzhonnikidze. Ngày 15 tháng 9, tướng Paul Kleist phải ra lệnh cho các quân đoàn xe tăng Đức ngừng công kích và chuyển sang phòng ngự. Ngày 25 tháng 9, Tập đoàn quân xe tăng 1 (Đức) mở một trận phản kích, chiếm lại "cửa ngõ" Elkhotovo, ngăn cản thành công các đòn phát triển tấn công tiếp theo của quân đội Liên Xô. Không kể một số trận đánh nhỏ có tính thăm dò, trinh sát, hai bên giữ thế phòng ngự tại khu vực này trong suốt hơn hai tháng trước khi diễn ra cuộc tổng phản công mùa đông của quân đội Liên Xô.
Chiến dịch phòng thủ Mozdok-Malgobek đã gây cho Tập đoàn quân xe tăng 1 (Đức) những tổn thất nặng nề hơn cả Trận Rostov (1941). Các số liệu thống kê thiệt hại ít nhất cũng cho thấy có đến gần 10.000 sĩ quan và binh lính chết và bị thương, khoảng 140 đến 150 xe tăng bị phá hủy. Cụm tập đoàn quân A đã không đạt được mục tiêu nhiệm vụ bao vây và tiêu diệt các tập đoàn quân Liên Xô tại khúc cong của sông Terek như Hitler đã hoạch định. Nhiều nhà phân tích quân sự cho rằng thất bại của Tập đoàn quân xe tăng 1 tại Bắc Kavkaz là do nó phải tác chiến đơn độc trên một hướng chiến lược riêng và cách xa hậu cứ, hầu như không nhận được sự chi viện nào đáng kể của Tập đoàn quân 17 đang sa vào các trận đánh có tính địa phương trên các triền núi phía Tây Bắc dãy Kavkaz. Trong giai đoạn đầu của chiến dịch, không quân Đức phát huy được vai trò yểm hộ tích cực và có hiệu quả cho xe tăng trên mặt đất khi chiến sự chủ yếu đang diễn ra ở phía Nam đồng bằng Kuban và hạ lưu sông Terek. Nhưng đến khi Tập đoàn quân xe tăng 1 chuyển hướng tấn công chủ yếu sang phía Tây khu vực Grozny - Ordzhonikidze, nơi có nhiều đồi núi và rừng cây thì hiệu quả đó bị giảm nhiều. Ngoài ra, một lực lượng đáng kể không quân ném bom và cường kích bị hút về hướng Stalingrad cũng làm giảm đánh kể sự yểm hộ từ trên không đối với lực lượng xe tăng. Mặt khác, một tập đoàn quân đông đảo như Tập đoàn quân xe tăng 1 (Đức) cần được bảo đảm một khối lượng hậu cần, tiếp tế lớn hơn rất nhiều so với một tập đoàn quân bộ binh. Trong đó, việc tiếp tế xăng dầu, đạn dược (chủ yếu là đạn pháo tăng), các thiết bị kỹ thuật hỗ trợ, các phụ tùng thay thế trở thành một hoạt động sống còn. Nhưng với chỉ duy nhất một con đường sắt có chất lượng kỹ thuật thấp và năng lực lưu thông hạn chế như tuyến đường Rostov - Makhachkala thì không thể đảm bảo cho tập đoàn quân ấy có đủ khí tài và đạn dược để duy trì sức chiến đấu trong một chiến dịch kéo dài.

#### Pháo đài Tuapse

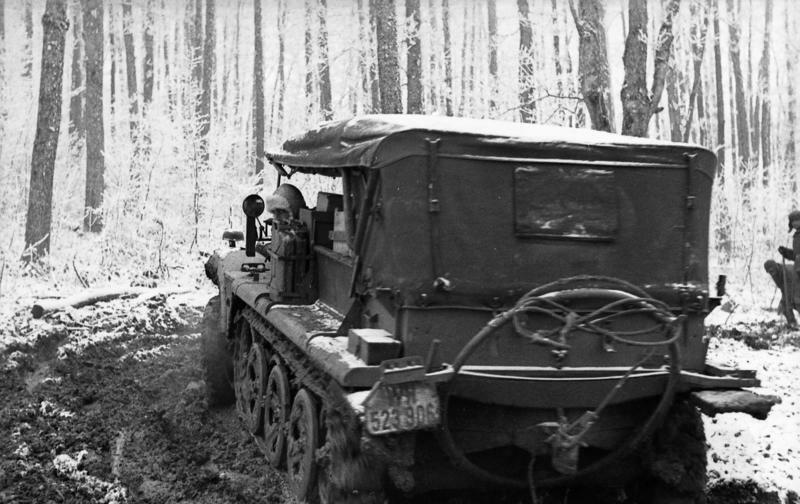
Xe cơ giới Đức mắc kẹt trong các cánh rừng trên dãy Kavkaz

Cuối tháng 9 năm 1942, tình hình chiến sự ở khu vực Kavkaz bắt đầu thay đổi có lợi cho quân đội Liên Xô. Do bị thiệt hại nặng Tập đoàn quân xe tăng 1 (Đức) đã phải bỏ dở cuộc công kích vào khu vực Vladikavkaz (gồm các thành phố Grozny và Ordzhonikidze). Ở nhánh phía bắc của con đường sắt Rostov - Makhachkala, Quân đoàn bộ binh 52 (Đức) vẫn còn giữ được Mozdok nhưng không còn đủ lực lượng để đánh chiếm các bàn đạp trên bờ Nam sông Terek. Khi thống chế Wilheim von List cho rằng cần phải rút bớt lực lượng ở Kavkaz về để thanh toán nguy cơ bị đột kích từ phía sau Cụm tập đoàn quân A trên thảo nguyên Kalmyk thì Hitler cho rằng ông này "đang bị ốm" và tự tay nắm quyền điều hành Cụm tập đoàn quân A trong khi vẫn không dừng cuộc công kích vào Stalingrrad. Dưới sự chỉ đạo trực tiếp của Hitler, ngày 20 tháng 9 năm 1942, tướng Richard Rouff, tư lệnh Tập đoàn quân 17 (Đức) được lệnh chuyển các nỗ lực tiến công vào cụm cứ điểm Tuapse, một địa điểm nằm trên con đường sắt từ Maikop đi Sukhumi và chỉ cách bờ Biển Đen hơn 5 km.
Địa bàn khu vực phía trước Tuapse tại các thị trấn Goryachi-Ylyuch, Neftegorsk và Shaumian tương đối bằng phẳng và rộng rãi, cho phép tướng Richard Rouff có thể triển khai những quân đoàn chủ lực của Tập đoàn quân 17 gồm 162.000 sĩ quan và binh lính, 2.266 khẩu pháo và súng cối, 147 xe tăng và pháo tự hành. 350 máy bay ném bom và cường kích Đức từ các sân bay dã chiến đặt tại Armavir và Taman được dành để yểm hộ cho cuộc tấn công này. Một bộ phận binh lực của Quân đoàn bộ binh sơn chiến 49 (thuộc Tập đoàn quân xe tăng 1) sau khi đột kích không thành công vào các đèo ngang Klukhori và Marukh cũng được điều động đến khu vực Kamennomostskaya - Bagovskaya - Khamyshky để tấn công vào cứ điểm Belorechensky nhằm hình thành mũi vu hồi từ phía Nam. Việc phòng thủ tại khu vực Novorossiysk được giao cho Quân đoàn bộ binh 14 (thuộc Tập đoàn quân 11). Quân đội Liên Xô phòng thủ tại Tuapse gồm Tập đoàn quân 18 và Tập đoàn quân 56. Cả hai tập đoàn quân chỉ có 109.000 sĩ quan và binh lính, 1.152 khẩu pháo và súng cối, 71 máy bay, hoàn toàn không có xe tăng.

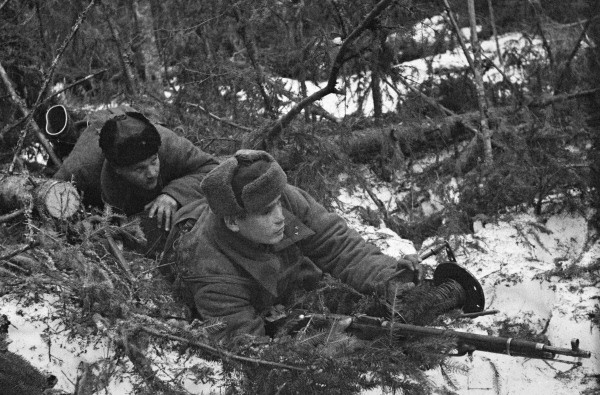
Lính thông tin Xô Viết hoạt động đảm bảo liên lạc qua các cánh rừng tuyết phủ

Ngày 23 tháng 9, Quân đoàn bộ binh 42 (Đức) của tướng Franz Mattenklott đã tập kết xong tại phía đông thị trấn Goryachi-Ylyuch, Quân đoàn bộ binh 44 của tướng Maximilian de Angelis đã vào vị trí ở khu vực phía Đông Neftegorsk. Sư đoàn bộ binh sơn chiến 2 của Quân đoàn sơn chiến Alpino (Italia), sư đoàn bộ binh sơn chiến 4 (Đức) và sư đoàn bộ binh sơn chiến 2 (Romania) đến ngày 24 tháng 9 mới tập trung được binh lực ở ba thị trấn Kamennomostskaya, Bagovskaya và Khamyshky. Ngày 25 tháng 9, các quân đoàn bộ binh 42 và 44 (Đức) có xe tăng yểm hộ đã mở cuộc đột kích hợp điểm ồ ạt vào thị trấn Shaumian. Khu phòng thủ Tuapse bị các máy bay Đức ném bom dữ dội. Sau khi đè bẹp sức kháng cự của sư đoàn bộ binh 31 và lữ đoàn bộ binh 76 (Liên Xô), sư đoàn xe tăng 22 (thuộc Quân đoàn bộ binh 42) đã thọc sâu vào tuyến phòng ngự trên cánh trái của Tập đoàn quân 18 (Liên Xô) từ 8 đến 10 km. Tướng F. V. Kamkov, tư lệnh tập đoàn quân 18 rút các lực lượng còn lại tuyến một (gồm sư đoàn bộ binh cận vệ 32 và lữ đoàn bộ binh 68 về, cùng với các sư đoàn bộ binh 236, 383, 395 và lữ đoàn bộ binh 40 thiết lập tuyến phòng thủ chính trên các triền núi phía Tây và Tây Bắc Tuapse. Ngày 27 tháng 9, xe tăng Đức đánh chiếm thị trấn Goryachi-Ylyuch. Ngày 28 tháng 9, Sư đoàn bộ binh 97 (Đức) đánh chiếm thị trấn Neftegorsk. Từ ngày 28 tháng 9 đến ngày 8 tháng 10, các sư đoàn thuộc hai quân đoàn bộ binh 42 và 44 (Đức) thay nhau đột kích vào tuyến phòng ngự của quân đội Liên Xô và đã tiến đến ngoại vi thị trấn Shaumian, cách Tuapse 35 km về phía Đông. Ở phía Nam cánh quân này, các sư đoàn sơn chiến 4 (Đức) và 2 (Romania) cũng mở các đợt tấn công vào Belorechensky nhằm kéo giãn đội hình của Tập đoàn quân 18 (Liên Xô), buộc tướng F. V. Kamkov phải điều đến đây sư đoàn bộ binh 338, các lữ đoàn bộ binh 40 và 68 để bảo vệ hướng Sochi. Ngày 9 tháng 10, tướng F. V. Kamkov sử dụng các sư đoàn bộ binh 383, 295 phối hợp với sư đoàn bộ binh 339 và sư đoàn bộ binh sơn chiến 69 của Tập đoàn quân 56 mở cuộc phản kích từ hai bên sườn vào đội hình các sư đoàn bộ binh 132 và 101 (Đức) đang đột phá về hướng Shaumian. Mặc dù buộc quân Đức phải dừng lại khi chỉ còn cách Shaumian 5 đến 8 km nhưng Tập đoàn quân 18 và Tập đoàn quân 56 không còn đủ sức để tiếp tục phản công. Ngày 17 tháng 10, tướng Richard Rouff tung sư đoàn xe tăng 22 vào trận, tiếp tục đột kích đánh chiếm thị trấn Shaumian và đẩy lùi các sư đoàn bộ binh 31, 259 và 383 thêm 10 km về hướng Tuapse. Quân Đức chỉ còn cách Tuapse 8 km về phía Đông. Từ trên các đỉnh núi, bằng ống nhòm, sĩ quan và binh lính Đức có thể nhìn thấy Biển Đen hiện ra ở chân trời phía Tây nhưng đó là cự ly gần nhất giữa Biển Đen với quân Đức mà họ đạt được trên hướng Tuapse. Ngày 23 tháng 10, Quân đoàn bộ binh 42 (Đức) tiếp tục đột phá qua các con đèo về Tuapse nhưng đã phải dừng lại trước hỏa lực dày đặc của Trung đoàn pháo binh 12 (Liên Xô) bố trí trên các sườn núi và các pháo hạm của Hạm đội Biển Đen (Liên Xô). Ở phía Nam cuộc đột kích của lực lượng sơn chiến hỗn hợp Đức, Italia và Romania cũng bị chặn đứng dưới chân ngọn núi Belorechensky cao 2.852 m. Ngày 23 tháng 11, Quân đoàn bộ binh 4 lên thay Quân đoàn bộ binh 42 cố gắng tổ chức đột phá nhưng vẫn thất bại. Ngày 24 tháng 11, toàn bộ hai quân đoàn bộ binh 42 và 44 (Đức) phải chuyển sang phòng thủ để giữ trận tuyến đã chiếm được. Ngày 25 tháng 11, Cụm phòng thủ Tuapse được tăng cường sư đoàn bộ binh sơn chiến 242 và sư đoàn bộ binh 351 rút từ Tập đoàn quân 46. Tập đoàn quân 56 được tăng cường các lữ đoàn hải quân đánh bộ 83 và 137. Ngày 26 tháng 11, tướng A. A. Grechko, tư lệnh mới của Tập đoàn quân 18 (thay tướng F. V. Kamkov được điều đến chỉ huy Tập đoàn quân 47) đã điều các đơn vị mới được tăng cường và sư đoàn bộ binh 408 (thiếu trung đoàn 672), trung đoàn hải quân đánh bộ 145, các tiểu đoàn hải quân đánh bộ 143, 324 và tiểu đoàn đặc biệt Spetnaz mở cuộc phản công vào sườn phía Nam cánh quân Đức đang phòng thủ Shaumian. Tập đoàn quân 56 cũng phản công vào Quân đoàn 42 (Đức) đang đóng tại phía Tây thị trấn Goryachi-Ylyukh. Đến ngày 17 tháng 12, các quân đoàn 42 và 44 (Đức) buộc phải lùi về tuyến xuất phát mà trước đó, ngày 25 tháng 9 họ đã dùng làm bàn đạp đột kích về Shaumian. Cũng trong ngày hôm đó, Tập đoàn quân không quân 5 (Liên Xô) của tướng S. K. Goryunov bất ngờ mở cuộc tập kích đường không vào sân bay Taman, phá hủy 131 máy bay Đức ngay trên đường băng. Ở phía Nam, các sư đoàn bộ binh sơn chiến Đức, Italia và Romania cũng bị đánh bật khỏi thị trấn Khamyshky.
Chiến dịch phòng thủ Tuapse đánh dấu sự kết thúc giai đoạn tấn công của quân đội Đức Quốc xã tại Mặt trận Kavkaz. Cuộc tấn công của Tập đoàn quân 17 (Đức) vào Tuapse và các khu vực phụ cận là những cố gắng cuối cùng của Cụm tập đoàn quân A (Đức) nhằm đột phá về phía Biển Đen, phát triển một hướng tấn công mới vượt qua dãy núi Kavkaz, tiến xuống phía Nam, đến các vùng dầu mỏ trù phú của Liên Xô và vượt sang Iran, liên kết với Thổ Nhĩ Kỳ, một đồng minh còn đang trong tình trạng chưa chắc chắn của phe Trục. Với thất bại này cùng với thất bại của Tập đoàn quân xe tăng 1 (Đức) ở Mozdok, Malgobek và Nalchik trước cửa ngõ Grony và Ordzonikidze, cả hai cánh quân Đức trong Chiến dịch Hoa nhung tuyết đều bị chặn lại tại bờ Bắc sông Terek và dãy núi Kavkaz chính. Sau khi chịu những tổn thất lớn và buộc phải dừng lại khi còn cách Biển Đen khoảng 10 km, Tập đoàn quân 17 phải chuyển sang phòng thủ và đến hết năm 1942, đã không còn đủ sức để mở thêm bất kỳ một trận tấn công nào nữa. Thất bại này cũng làm cho Hitler phải gánh lấy trách nhiệm vì đích thân ông ta đã ra lệnh đưa quân vào Kavkaz. Ngoài thống chế Wilhelm von List bị cách chức tư lệnh Cụm tập đoàn quân A từ ngày 10 tháng 9, không một tướng Đức chỉ huy các tập đoàn quân và quân đoàn nào bị cách chức nữa. Thậm chí, ngày 22 tháng 11 năm 1942, tướng Ewald von Kleist còn được Hitler tin cẩn giao chức vụ tư lệnh Cụm tập đoàn quân A. Tướng Eberhard von Mackensen thay ông này chỉ huy Tập đoàn quân xe tăng 1.

#### Những cố gắng cuối cùng của tướng Ewald von Kleist

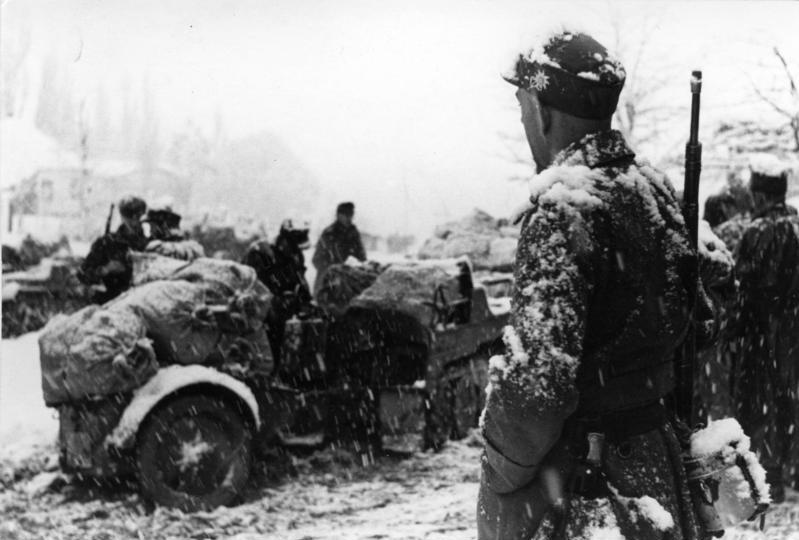
Cuộc tấn công và khu vực Ordzhonikidze thất bại, các đơn vị cơ giới Đức rút về Nalchik trong bão tuyết

Chiến dịch Nalchik-Ordzhonikidze diễn ra từ ngày 25 tháng 10 đến ngày 12 tháng 11 năm 1942 là trận tấn công cuối cùng của Tập đoàn quân xe tăng 1 do tướng Paul Ludwig Ewald von Kleist, tư lệnh Cụm tập đoàn quân A kiêm tư lệnh Tập đoàn quân xe tăng 1 chỉ huy vào khu vực Ordzhonikidze. Chiến dịch được mở ra khi Tập đoàn quân xe tăng 1 (Đức) nhận được tăng viện mới gồm Sư đoàn xe tăng 23 từ Cụm tập đoàn quân Trung tâm và Sư đoàn "F" được điều động từ Hy Lạp đến. Trong đó, Sư đoàn "F" là đơn vị đặc nhiệm chuyên tác chiến trên các vùng hoang mạc, thảo nguyên khô cằn, thiếu nước. Mô hình ban đầu của đội quân này được tướng Hellmuth Felmy đề xướng thành lập từ tháng 5 năm 1941 và đến thời điểm được đưa sang Bắc Kavkaz, nó do tướng Otto Deßloch chỉ huy. Đây là một đơn vị kỵ binh cơ giới hỗn hợp bao gồm cả người Đức và người Ả Rập, được trang bị xe tăng và xe cơ giới dùng động cơ làm mát bằng quạt gió. Kỵ binh Arab trong sư đoàn này không dùng ngựa mà dùng lạc đà. Sư đoàn này có một phi đội không quân riêng chuyên tác chiến trên sa mạc và các đơn vị tăng cường khác. Trong một cố gắng cuối cùng nhằm giành lại thế chủ động đã mất tại mặt trận Bắc Kavkaz, cuộc tấn công của Tập đoàn quân xe tăng 1 (Đức) không chỉ nhằm chiếm giữ một đầu cầu ở Bắc Kavkaz mà còn tạo một mũi nhô uy hiếp sườn phải của Tập đoàn quân 9 (Liên Xô), tạo điều kiện cho Sư đoàn "F" đột phá từ Budennovsk quan vùng bán hoang mạc Kalmyk về hướng Kizlyar, mở một con đường khác tiến ra bờ biển Caspi. Sau thất bại của Tập đoàn quân 17 tại hướng Biển Đen, Adolf Hitler lại đặt hy vọng vào Tập đoàn quân xe tăng 1 với những sư đoàn mới tăng viện có thể làm xoay chuyển tình hình tại khu vực Bắc Kavkaz có lợi cho quân đội Đức Quốc xã.

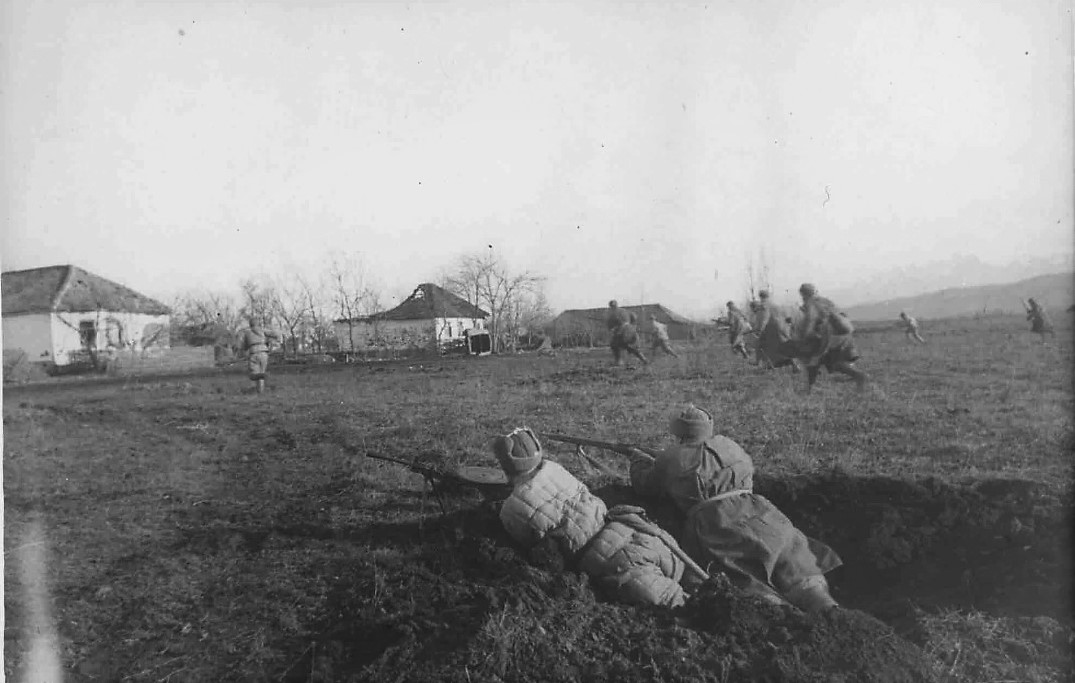
Quân đội Liên Xô phản công ở Đông Nam thị trấn Nalchik

Chiến dịch này đã diễn ra ngay sát trước cuộc phản công của quân đội Liên Xô, bao gồm 6 tập đoàn quân, không chỉ vào hướng Nalchik - Stavropol mà còn cả trên hướng Kizlyar - Budennovsk. Sau khi được tăng cường Sư đoàn xe tăng 23 thay cho sư đoàn xe tăng 19 được rút về Ukraina để củng cố, ngày 25 tháng 10, Sư đoàn xe tăng 3 thuộc Quân đoàn xe tăng 1 (Đức) phát động tấn công từ cửa mở Elkhotovo vào Tập đoàn quân 37 đang đóng rải rác trên sườn núi phía Tây Nalchik. Xe tăng Đức đánh vào điểm tiếp giáp giữa các sư đoàn bộ binh 295 và 392 tại làng Dolinsky. Tập đoàn quân 37 (Liên Xô) đã hoàn toàn bất ngờ trước đòn tấn công của Sư đoàn xe tăng 23 (Đức) và vội vã rút lui, để hỏng cả một đoạn mặt trận dài hơn 20 km trước cửa ngõ Ordzonikidze. Ngày 2 tháng 11, xe tăng Đức chiếm thị trấn Alagir, chia cắt hoàn toàn Tập đoàn quân 37 với Tập đoàn quân 9 (Liên Xô). Ngày 28 tháng 10, đại tướng I. V. Tyulenev phải tạm gác việc chỉ đạo Cụm tác chiến Biển Đen đang tiến hành các trận đánh phòng thủ tại khu vực Tuapse để bay về Grozny. Tại Grozny, I. V. Tyulenev đã dùng quyền hạn đại diện Đại bản doanh ra lệnh lập tức điều động lữ đoàn bộ binh 155 từ khu vực Sukhumi, các sư đoàn bộ binh 177 và 319 từ Tập đoàn quân 58 đang đóng ở Makhachkala lên tăng cường cho mặt trận Nalchik - Orzhonikidze để Tập đoàn quân 9 xoay chính diện của họ đi 90o sang hướng Tây Ordzhonikidze. Để phòng ngừa trước việc quân Đức có thể chiếm được Orzhonikidze, tướng I. V. Tyulenev ra lệnh lấy Quân đoàn bộ binh cận vệ 10 được tăng cường hai trung đoàn pháo chống tăng và ba tiểu đoàn pháo binh lập tuyến phòng thủ trên bờ đông sông Terek từ Urukh đến Chikola. Quân đoàn bộ binh cận vệ 11 và sư đoàn bộ binh 471 được lệnh phải giữ bằng được các vị trí phòng thủ trên tuyến sông Terek từ Zmensky (???) đến Zamankul, phía tây Orzhonikidze.
Ngày 1 tháng 11, sư đoàn cơ giới 16 (Đức) đánh chiếm Alagir. Chiều ngày 1 tháng 11, không quân Đức mở một trận ném bom dữ dội vào thành phố Odzhonikidze. Mặc dù bị bắn rơi đến 12 chiếc nhưng không quân Đức đã gây thiệt hại nặng nề cho Quân đoàn bộ binh cận vệ 10. Một quả bom đã rơi trúng phòng làm việc của Cục tham mưu Cụm tác chiến Bắc Kavkaz (Liên Xô), giết chết tướng P. I. Bodin, tham mưu trưởng cụm quân này cùng Bộ trưởng Nội vụ nước Cộng hòa Xô Viết tự trị Bắc Ossetia Zadelava và Ủy viên hội đồng quân sự mặt trận A. N. Sazhaya. Ngày 3 tháng 11, Sư đoàn xe tăng 23 (Đức) đã có mặt trước khu vực Gisel, ngoại ô Ordzhonikidze. Trong các ngày 4 và 5 tháng 11, khoảng 150 xe tăng Đức cố gắng đột phá vào Ordzhonikidze nhưng đã vấp phải đòn phản kích của Tập đoàn quân 9 (Liên Xô) được tăng cường 3 lữ đoàn xe tăng đã bố trí xong trận địa phòng thủ ở khu vực khu vực Gisel. Ngày 6 tháng 11, Sư đoàn xe tăng 13 (Đức) với binh lực đã bị tiêu hao trong các trận đánh hồi tháng 9 được tung vào trận để hỗ trợ cho sư đoàn xe tăng 23 nhưng cũng không xoay chuyển được tình thế.
Ngày 6 tháng 11, cuộc phản công của Cụm tác chiến Bắc Kavkaz (Liên Xô) bắt đầu từ khu vực Gisel với cuộc đấu tăng giữa các sư đoàn xe tăng 23 và sư đoàn cơ giới 16 (Đức) với 3 lữ đoàn xe tăng và 2 tiểu đoàn xe tăng độc lập của quân đội Liên Xô. Mặc dù chịu thiệt hại nặng với 29 xe tăng bị bắn cháy và 32 xe khác bị bắn hỏng nhưng các lữ đoàn xe tăng Liên Xô cũng bắt quân Đức phải trả một cái giá tương đương. Các trung đoàn pháo chống tăng được phối thuộc cho Quân đoàn bộ binh cận vệ 9 đã loại khỏi vòng chiến đấu hơn 70 xe tăng Đức. Ngày 7 tháng 11, Tập đoàn quân 9 được Tập đoàn quân 58 còn sung sức hỗ trợ bắt đầu tổ chức phản công vào sườn phải của cụm xe tăng Đức tại khu vực phía Tây Ordzhonikidze, buộc cụm quân này phải bỏ lại các vị trí Dolinskiy, Alagir, Gisel vừa chiếm được và cả khu vực cửa mở chiến lược Elkhotovo, rút quân về giữ Nalchik. Ngày 12 tháng 11, mặc dù Tập đoàn quân 9 (Liên Xô) phải dừng lại trước cửa ngõ Nalchik nhưng tuyến mặt trận đã được nắn thẳng lại. Quân đội Liên Xô làm chủ khu vực cửa mở Elkhotovo và sử dụng nó làm bàn đạp cho cuộc phản công đầu năm 1943.

### Quân đội Liên Xô phản công

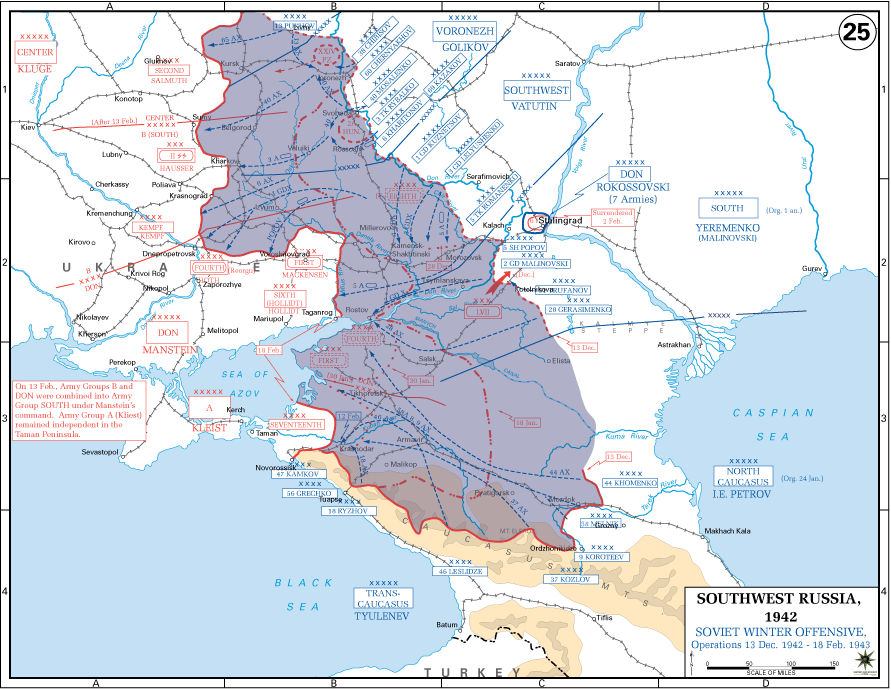
Diễn biến cuộc phản công mùa Đông 1942-1943 của Quân dội Liên Xô tại cánh Nam mặt trận Xô-Đức

#### Kế hoạch "Núi" và kế hoạch "Biển"
Thất bại của quân đội Đức Quốc xã tại khu vực Stalingrad đã làm cho quân Đức mất quyền chủ động chiến lược. Không những thế, chiến trường Stalingrad còn thu hút vào đó nhiều lực lượng của cả lục quân và không quân Đức để cố gắng giải vây cho Tập đoàn quân 6 và một phần Tập đoàn quân xe tăng 4. Sau các chiến dịch Bão Mùa đông và Sao Thổ, số phận của cụm quân Đức do tướng Friedrich Paulus chỉ còn có thể tình bằng tháng, bằng ngày. Trên toàn bộ mặt trận Xô-Đức, quân Đức đều phải chuyển sang phòng ngự. Đó là những điều kiện thuận lợi để quân đội Liên Xô tại mặt trận Kavkaz chuyển sang phản công cùng với các phương diện quân khác.
Nhận thấy lợi thế to lớn hơn có thể thu được nếu Cụm tập đoàn quân A (Đức) ở Bắc Kavkaz bị đẩy vào thế cô lập, ngày 4 tháng 1 năm 1943, Tổng tư lệnh tối cao quân đội Liên Xô I. V. Stalin cùng lúc gửi mệnh lệnh cho I. V. Tyulenev, I. E. Petrov và I. I. Maslennikov nói rõ ý định của Đại bản doanh:
| “               | Quân Đức đang rút khỏi Bắc Kavkaz, vừa đi vừa đốt kho, phá đường. Cụm Bắc của Maslenikov phải trở thành một cụm quân dự bị có nhiệm vụ truy kích đối phương một cách vừa phải. Đuổi nhanh quân Đức ra khỏi Bắc Kavkaz là không có lợi. Tốt hơn hết là kìm chân quân Đức lại để Cụm Biển Đen đột kích về sông Tsimla, phối hợp với cánh trái của Phương diện quân Stalingrad bao vây quân Đức. Điều này, cả Petrov và Maslennikov đều không hiểu. Vì lợi ích chung, tôi ra lệnh chuyển trọng tâm tác chiến từ Cụm Bắc sang Cụm Biển Đen. Cụm Biển Đen phải tiến nhanh ra Tikhoretsk, Phương diện quân Stalingrad sẽ sử dụng các tập đoàn quân 28 và 51 hỗ trợ cho cụm này đánh chiếm Azovsk, Bataisk, luồn vào Rostov từ phía Đông và bịt kín đường rút lui, không cho quân Đức rút khỏi Kavkaz... Lệnh cho Petrov phải bắt đầu tiến công ngay, không chậm trễ. Phải quý trọng từ giờ, từng phút một... | ” |
| — I. V. Stalin, | |   |

Sự thực thì từ ngày 23 tháng 12, khi quân Đức trên toàn mặt trận Kavkaz bắt đầu chuyển sang phòng ngự thì Bộ Tư lệnh của hai cụm tác chiến Biển Đen và Bắc Kavkaz đã lập chung một kế hoạch phản công báo cáo với Đại bản doanh nhưng không được phê duyệt. Lý do để người ta bác bỏ nó là về cơ bản kế hoạch đó vẫn theo một khuôn mẫu cũ là đẩy đuổi quân Đức ra khỏi Bắc Kavkaz. Không những thế, kế hoạch này còn bộc lộ một điểm yếu nghiêm trọng là làm phân tán binh lực của hai cụm tác chiến trên nhiều hướng, đặc biệt là đối với kỵ binh và xe tăng. Tính chất cơ động của các cuộc hành quân trong kế hoạch này cũng quá phức tạp, do đó có thể kìm hãm tốc độ tấn công.
Trong khi từ ngày 1 tháng 1 năm 1943, Cụm tác chiến Bắc Kavkaz đã bắt đầu thực hiện các cuộc truy kích và cản đường Tập đoàn quân xe tăng 1 (Đức) tại một vòng cung lớn từ chikola qua Elkhotovo, Malgobek, Mozdok, Sunzhenskiy, Sogulyakin đến Achikulak đều hướng về khu vực Georgiyevsk - Piatigorsk thì ngày 8 tháng 1 Cụm tác chiến Biển Đen mới trình lên Đại bản doanh hai kế hoạch tác chiến mới lấy tên là "Biển" và "Núi":
Kế hoạch "Biển" dự kiến ba giai đoạn phản công trên hướng biển. Giai đoạn I từ ngày 12 đến ngày 15 tháng 1 năm 1943, Tập đoàn quân 47 phối hợp hành động với Hạm đội Biển Đen chọc thủng tuyến phòng ngự của quân Đức ở Abinsk, chiếm thị trấn Krymsk, tạo bàn đạp tấn công cánh quân Đức ở Novorossiysk từ phía đất liền, sau đó, phát triển tấn công vào bán đảo Taman. Giai đoạn II dự kiến từ ngày 16 tháng 1 đến 25 tháng 1. Nhiệm vụ đánh chiếm cảng Novorossiysk sẽ do sự phối hợp hành động giữa Hạm đội Biển Đen và Tập đoàn quân 18 từ đất liền đánh vào và đội quân đổ bộ từ phía biển đánh lên. Giai đoạn III dự tính sẽ tổng tiến công bằng hai tập đoàn quân phối hợp với Hạm đội Biển Đen giải phóng bán đảo Taman sau khi hoàn thành hai giai đoạn trước. Bản kế hoạch này đã được Bộ Tổng tư lệnh tối cao Liên Xô phê chuẩn mà không cần phải góp ý nhiều.
Kế hoạch "Núi" dự kiến hai giai đoạn phản công vào phía Tây đông bằng Kuban. Giai đoạn I từ ngày 14 đến ngày 18 tháng 1 năm 1943, Tập đoàn quân 56 với 5 sư đoàn và 7 lữ đoàn bộ binh có xe tăng và các phương tiện tăng cường khác tấn công đánh chiếm Krasnodar và các bến vượt qua sông Kuban. Giai đoạn II từ ngày 19 đến ngày 30 tháng 1 sẽ phát triển tấn công từ Krasnodar tới Tikhoretsk, đánh chiếm tuyến Tikhoretsk - Kanevskaya. Tổng tư lệnh I. V. Stalin không thấy mục tiêu Bataisk trong kế hoạch và yêu cầu phải bổ sung. Khi được Bộ Tổng tham mưu giải thích rằng đây là một chiều sâu quá lớn đối với Tập đoàn quân 56 và khi bị Cụm tác chiến Bắc Kavkaz truy kích, Tập đoàn quân xe tăng 1 (Đức) sẽ đến Bataisk trước quân đội Liên Xô. I. V. Stalin khẳng định lại mệnh lệnh, nói rõ Bataisk mới là mục tiêu cuối cùng của chiến dịch "Núi" và yêu cầu Cụm tác chiến Biển Đen phải bổ sung mục tiêu chiếm Bataisk thành giai đoạn ba của kế hoạch. Vì lợi ích toàn cục, Bộ Tư lệnh Cụm tác chiến Biển Đen phải điều Tập đoàn quân 18 lẽ ra được dùng để đánh chiếm Novorossiysk trong giai đoạn II và điều nó sang hướng Krasnodar để tấn công về phía Bataisk - Rostov.
Khi phát hiện Cụm tập đoàn quân A (Đức) bắt đầu chuyển dần các đơn vị hậu cần trợ chiến về phía sau, ngày 29 tháng 12 năm 1942, Bộ Tổng tư lệnh quân đội Liên Xô ra lệnh tạm hoãn cuộc tấn công ở khu vực Maikop. Đồng thời, họ cũng yêu cầu Cụm tác chiến Bắc Kavkaz khi đó đã bắt đầu mở chiến dịch tấn công Mozdok và Nalchik phải phối hợp nhịp nhàng với Cụm tác chiến Biển Đen và cánh trái của Phương diện quân Stalingrad tham gia cuộc hợp vây lớn này. Các phương tiện tăng cường để chuẩn bị cho chiến dịch Maikop được rút ra để chuyển lên hướng Novorossiysk - Krasnodar.

#### Kế hoạch rút lui của quân đội Đức Quốc xã
Kết quả của Chiến dịch Sao Thổ đã tạo ra nguy cơ cô lập Cụm tập đoàn quân A ở Bắc Kavkaz. Nhận thức được nguy cơ này ngay sau khi Chiến dịch Bão Mùa đông thất bại, trong những ngày cuối tháng 12, Bộ Tổng tham mưu Lục quân Đức đã quyết định phải báo cáo và xin ý kiến Adolf Hitler về việc rút Cụm tập đoàn quân A khỏi Bắc Kavkaz. Hitler đồng ý. Và không muốn mình phải chỉ huy một cuộc rút lui, ông ta chuyển giao quyền chỉ huy Cụm tập đoàn quân A cho tướng Paul Ludwig Ewald von Kleist, tư lệnh Tập đoàn quân xe tăng 1, một viên tướng lão luyện rất có năng lực của quân đội Đức Quốc xã. Thống chế Erich von Manstein, tư lệnh Cụm tập đoàn quân Sông Đông (Đức) nhận xét:
| “                     | Nhiều chính khách đã lầm tưởng rằng rút lui dễ dàng hơn tấn công nhưng thực tế thì hai việc đó đều khó khăn như nhau. Trong những tháng đầu năm 1943, nhiệm vụ của chúng tôi là cố gắng che chắn phía sau cho Cụm tập đoàn quân A ra khỏi Kavkaz và sau đó, đến lượt Cụm tập đoàn quân A phải che chắn cho bên sườn và phía sau lưng chúng tôi. | ” |
| — Erich von Manstein, | |   |

Là một viên tướng xe tăng quá quen thuộc với chiến trường phía Nam Liên Xô trong 18 tháng, với bài học kinh nghiệm ở Trận Rostov (1941), Ewald von Kleist cũng lập tức nhận thấy nguy cơ lớn đang treo trên đầu Cụm tập đoàn quân A ngay từ khi tuyến phòng thủ của quân Đức tại khu vực Stalingrad sụp đổ. Đến khi Cụm tác chiến Hollidt thất bại trong Chiến dịch Sao Thổ, thống chế Erich von Manstein cho rằng nguy cơ bị cô lập còn đang đe dọa cả hai cụm tập đoàn quân Sông Đông và A. Mặc dù Bộ Tổng tham mưu quân đội Đức Quốc xã yêu cầu rút quân ngay để bảo vệ sườn phải của Cụm tập đoàn quân Sông Đông nhưng với bản tính "bướng bỉnh" cố hữu, Ewald von Kleist không chấp nhận một giải pháp rút quân đột ngột mà đích thân quy định một lịch rút quân từng bước. Trước hết, ông này yêu cầu thống chế Erich von Manstein chuyển giao Tập đoàn quân xe tăng 4 để khóa chặt hành lang rút quân ở khu vực Rostov, song Erich von Manstein từ chối với lý do Tập đoàn quân này quá hỗn độn các lực lượng khác nhau, cần phải được bổ sung, củng cố thì mới trở lại chiến trường với tư cách là một tập đoàn quân xe tăng thực thụ. Không những thế Erich von Manstein còn đòi sáp nhập Cụm tập đoàn quân A và Cụm tập đoàn quân Sông Đông để thống nhất chỉ huy. Đến lúc đó thì Hitler phải can thiệp và yêu cầu giữ nguyên hiện trạng. Theo kế hoạch của Ewald von Kleist, ông ta sẽ không nhờ đến Erich von Manstein mà sẽ tự mình xoay xở. Theo kế hoạch, việc rút quân sẽ bắt đầu ngày 5 tháng 1, bắt đầu từ cụm quân phía trước trên khu vực Mozdok - Nalchik; sau đó đến lượt các đơn vị đang đóng trên sườn núi Kavkaz. Sư đoàn "F" và sư đoàn cơ giới 16 phải giữ chặt hướng thảo nguyên Kalmyk để yểm hộ cho 155 đoàn tàu hỏa, mỗi đoàn trung bình 20 toa chuyển quân dọc đường sắt từ Stavropol về Rostov. Tất cả số xe tăng còn lại sẽ được di chuyển trước đến khu vực Novocherkassk để phối hợp với Tập đoàn quân xe tăng 4 (Cụm tập đoàn quân Sông Đông) thiết lập tuyến bảo vệ phía Tây Rostov. Toàn bộ cuộc rút quân cũng như việc lập các "Phòng tuyến Xanh" phía Đông Rostov và bán đảo Taman dự kiến được thực hiện trong 35 ngày.

#### Chiến dịch Mozdok-Stavropol

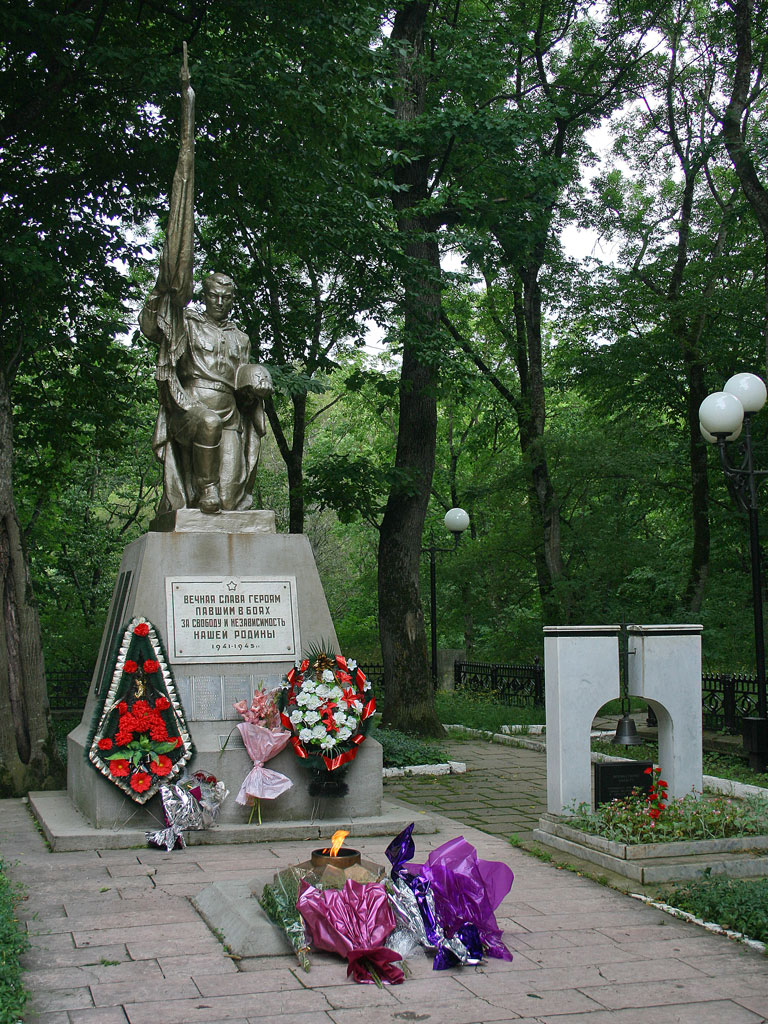
Tượng đài chiến sĩ Hồng quân tại Zheleznovodsk (khu Stavropol)

Chiến dịch Mozdok-Stavropol là đòn phản công lớn đầu tiên trong năm 1943 của Cụm tác chiến Bắc Kavkaz (Liên Xô) vào Cụm tập đoàn quân A (Đức) trên một chính diện rộng hơn 150 km, có chiều sâu từ 350 km đến 400 km, từ khu vực Mozdok - Nalchik qua tuyến Kislovodsk - Essentuki - Pyatigorsk - Georgiyevsk đến tuyến Nevinnomyssk - Stavropol và sau đó, tiếp tục phát triển lên phía Bắc. Cuộc phản công được phát động vào 3 tháng 1 năm 1943, hai ngày sau khi Phương diện quân Nam (Phương diện quân Stalingrad cũ) bắt đầu tấn công trên hướng Salsk - Rostov. Đứng trước nguy cơ bị bao vây và cô lập tại Bắc Kavkaz, bất chấp mệnh lệnh cấm rút quân của Adolf Hitler, Tập đoàn quân xe tăng 1 (Đức) vẫn buộc phải vừa rút quân vừa luồn tránh và phản kích lại những đòn vu hồi của quân đội Liên Xô vào hai bên sườn.
Sau trận phản công nhưng không đạt được kết quả mong đợi giữa tháng 12 năm 1942, tướng I. I. Maslennikov, tư lệnh Cụm tác chiến Bắc Kavkaz (Liên Xô) quyết định thành lập tại sườn phải của cụm quân một lực lượng xung kích tấn công, bao gồm các quân đoàn bộ binh cận vệ 9, 10 và chọn ngày 29 tháng 12 để bắt đầu cuộc tấn công bao vây và tiêu diệt quân Đức ở khu vực Mozdok, và sau đó phát triển đến Prokhladny. Nhưng trên thực tế thì trọng tâm tác chiến của toàn bộ Mặt trận Kavkaz chuyển sang hướng Biển Đen, Đại bản doanh Bộ Tổng tư lệnh tối cao quân đội Liên Xô điều Quân đoàn bộ binh cận vệ 10 đến triển khai tại khu vực Tuapse, trên chính diện của các sư đoàn bộ binh 271 và 347 và lệnh cho tướng I. I. Maslennikov hoãn cuộc tấn công. Ban đầu, tướng I. I. Maslennikov không muốn chuyển giao Quân đoàn bộ binh cận vệ 10 nhưng trước nhận xét nặng nề của I. V. Stalin: "Đồng chí ấy (chỉ Maslennikov) đang xa rời bộ đội của mình, không chỉ huy được họ và đang bơi trong cảnh mất trật tự"; I. I. Maslennikov buộc phải chấp thuận.
Mặc dù bị khuyết một quân đoàn bộ binh quan trọng, tướng I. I. Maslennikov vẫn tiếp tục điều chỉnh lại lực lượng để tiến hành cuộc phản công mà ông đã có kế hoạch từ trước. Ngày 1 tháng 1 năm 1943, Tập đoàn quân 44 trên cánh phải của Cụm Bắc Kavkaz bắt đầu phản công vào Mozdok, sử dụng các sư đoàn kỵ binh 4 và 5 tổ chức vượt sông ở khu vực Vorontsov-Alexandrov, chia cắt Sư đoàn "F" (Đức) với Tập đoàn quân xe tăng 1 để hỗ trợ cho cuộc công kích vào Georgiyevsk. Tập đoàn quân 58 đã tập trung đầy đủ đội hình tại khu vực Malgobek cũng phát triển tấn công hợp điểm vào Mozdok. Tại cánh trái, Các tập đoàn quân 9 và 37 tấn công bằng hai mũi song song vào Nalchik và Maisky. Lực lượng đột phá cho cuộc tấn công này là hai cụm xe tăng, mỗi cụm có biên chế tương đương quân đoàn. Cụm xe tăng thứ nhất do tướng G. P. Lobanov chỉ huy hoạt động trong dải tấn công của Tập đoàn quân 44 gồm các lữ đoàn xe tăng 2, 15, 53, trung đoàn xe tăng 225, một tiểu đoàn xe tăng độc lập và hai trung đoàn pháo chống tăng. Trang bị chủ yếu gồm 106 xe tăng và 24 xe bọc thép. Cụm xe tăng thứ hai do tướng V. I. Filippov chỉ huy gồm các lữ đoàn xe tăng 52, 140 và 207, hai tiểu đoàn xe tăng độc lập, hai trung đoàn pháo chống tăng và một sư đoàn bộ binh. Trang bị chủ yếu gồm 123 xe tăng.

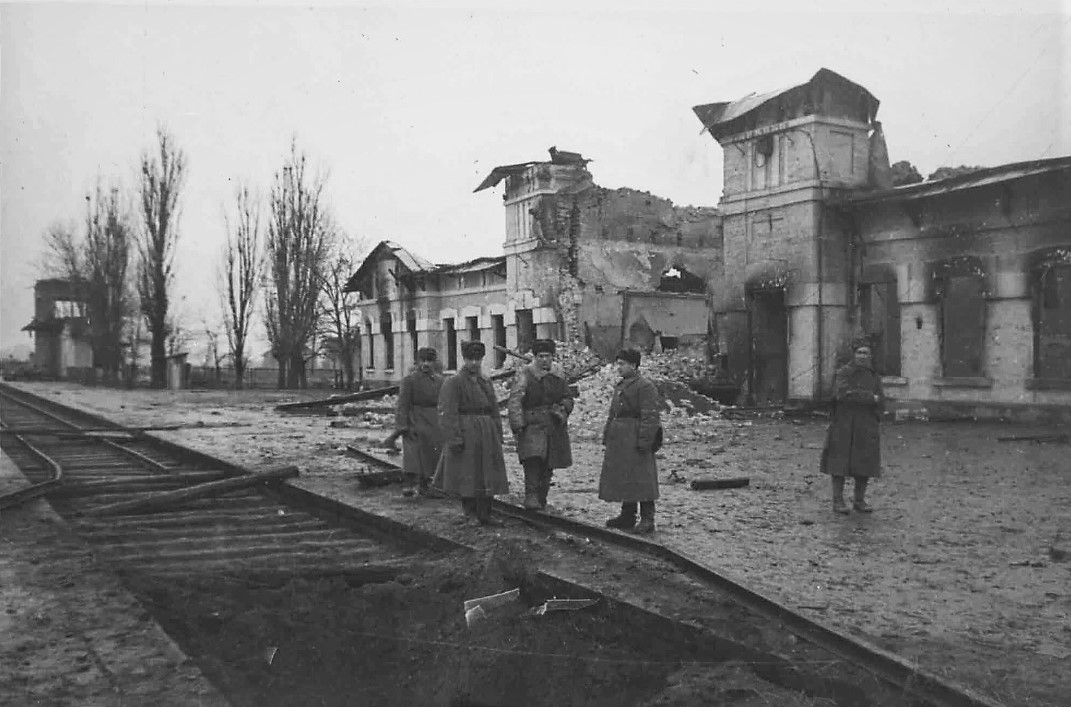
Quân đội Liên Xô đánh chiếm nhà ga Mozdok, tháng 1-1943

Bốn tập đoàn quân 9, 37, 44, 58, các quân đoàn kỵ binh cận vệ 4, 5 và quân đoàn cơ giới 5 (Liên Xô) lần lượt chiếm lại các thành phố Mozdok và Nalchik (ngày 4 tháng 1), Kislovodsk, Pyatigorsk và Georgiyevsk (ngày 15 tháng 1), Cherkessk và Nevinnomyssk (ngày 18 tháng 1) và Stavropol (ngày 21 tháng 1). Ngày 24 tháng 1 năm 1934, Cụm tác chiến Bắc Kavkaz được nâng cấp thành Phương diện quân Bắc Kavkaz và vẫn không ngừng cuộc tấn công lên phía Bắc. Ngày 24 tháng 1, Tập đoàn quân 9 đánh chiếm Armavir. Ngày 25 tháng 1, Tập đoàn quân 44 và Quân đoàn kỵ binh cận vệ 4 Kuban gặp Tập đoàn quân 28 của Phương diện quân Nam tại Bogoroditskoye. Ngày 26 tháng 1, Tập đoàn quân 37 đánh chiếm thành phố Kropotkin. Ngày 28 tháng 1, Tập đoàn quân 58 đánh chiếm Tikhoretsk và phát triển tấn công dọc theo con đường sắt Tikhoretsk - Eysk, lần lượt đánh chiếm các điểm dân cư Kanevskaya, Pavlovskaya, Kushchevsky và ngày 31 tháng 1 đã có mặt tại bờ vịnh Azov trên khu vực Novobataysk - Eisk - Yasenki.
Sau khi hội quân với Tập đoàn quân 28 tại Bogoroditskoye, Tập đoàn quân 44, các quân đoàn kỵ binh 4, 5 và quân đoàn có giới 5 phát triển tấn công về phía Bắc. Tập đoàn quân 58 cũng tham gia cuộc tấn công này. Vấp phải đòn phản kích của Quân đoàn xe tăng 3 (Đức), ngày 4 tháng 2, quân đội Liên Xô phải dừng bước trước cửa ngõ phía Nam Rostov trên tuyến Krugloye, Samarskoye, Manychskaya sát phía Nam Azov và Bataisk. Ở cánh trái, các tập đoàn quân 9 và 37 sau khi chiếm Armavir và Kropotkin đã lật cánh sang hướng Biển Đen, trợ giúp cho Cụm tác chiến Biển Đen công kích khu phòng thủ hạ lưu Kuban của Tập đoàn quân 17 (Đức).
Cuộc phản công của Cụm tác chiến Bắc Kavkaz chỉ kéo dài đúng 1 tháng 1 ngày nhưng Quân đội Liên Xô đã chiếm lại một vùng đất rộng hàng triệu km vuông. Để chiếm lại vùng Bắc Kavkaz, quân đội Liên Xô đã phải khắc phục 5 tuyến phòng thủ của Tập đoàn quân xe tăng 1 (Đức) thiết lập trên đường rút lui của nó. Với tốc độ tấn công trung bình 15 km/ngày, riêng trong hai tuần đầu lên đến 25 – 30 km/ngày, các đoàn xe tiếp tế luôn bị tụt lại sau trên những con đường gần như bị băm nát bởi bom, đạn pháo và xích sắt trong khi tuyến đường sắt Mozdok - Rostov cũng bị hư hại nghiêm trọng. Tốc độ tấn công của quân đội Liên Xô bị chậm lại trong hai tuần cuối cùng là một trong những nguyên nhân làm cho Tập đoàn quân xe tăng 1 (Đức) rút được phần lớn lực lượng thiết giáp về phòng thủ phía Đông và phía Nam Rostov, làm phá sản ý đồ của Bộ Tổng tư lệnh quân đội Liên Xô muốn cắt đứt đường rút lui và cô lập Cụm tập đoàn quân A (Đức) tại Bắc Kavkaz. Việc rút được một phần lớn Tập đoàn quân xe tăng 1 ra khỏi Kavkaz đã làm cho quân đội Đức Quốc xã có cơ sở để phục hồi các quân đoàn xe tăng mà chính các quân đoàn đó sẽ là lực lượng chủ lực trong cuộc chiến ở Donets và trận Kursk sau này.

#### Chiến dịch Salsk-Rostov

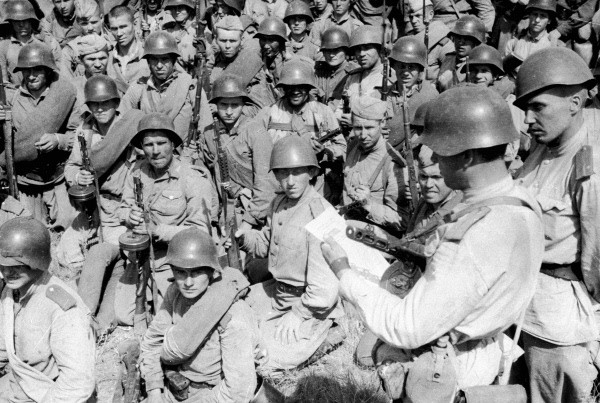
Một đơn vị bộ binh Liên Xô nghe truyền đạt mệnh lệnh trước giờ tấn công

Một nhiệm vụ khác được Bộ Tổng tư lệnh tối cao giao cho Cụm tác chiến Bắc Kavkaz phối hợp với cánh trái của Phương diện quân Stalingrad (từ ngày 1 tháng 1 năm 1943 đổi thành Phương diện quân Nam) và yêu cầu phải hoàn thành càng sớm càng tốt là mở một cuộc đột kích dọc theo sông Sal đến khu vực Bataisk - Rostov và một mũi tiến công khác theo kế hoạch "Núi" của Cụm tác chiến Biển Đen cũng hợp điểm tại Bataisk - Rostov để cô lập Cụm tập đoàn quân A (Đức) tại Bắc Kavkaz. Với lực lượng còn lại của Cụm tập đoàn quân A (Đức) tại Bắc Kavkaz gồm 32 sư đoàn, trong đó có 8 sư đoàn xe tăng, 3 sư đoàn cơ giới với 760.400 quân, hơn 700 xe tăng, 5.290 pháo và súng cối cùng 530 máy bay, việc cô lập và đánh bại cụm tập đoàn quân này sẽ đem lại một lợi thế lớn về so sánh lực lượng cho quân đội Liên Xô tại cánh Nam mặt trận Xô-Đức. Ngày 23 tháng 1, Bộ Tổng tư lệnh tối cao quân đội Liên Xô chỉ thị cho Phương diện quân Nam:
| “               | Việc đánh chiếm Bataisk có một ý nghĩa quân sự to lớn. Chiếm được Bataisk, chúng ta sẽ vây kín quân Đức ở Bắc Kavkaz, không cho 24 sư đoàn Đức và 3 sư đoàn Romania và 4 sư đoàn Italia rút qua khu vực Rostov và Taganrog về Donbas... Ở đây, Phương diện quân Nam đóng vai trò chủ yếu, phải phối hợp với Cụm tác chiến Bắc Kavkaz bao vây, tiêu diệt và bắt làm tù binh toàn bộ các đơn vị quân Đức đang có mặt tại Bắc Kavkaz | ” |
| — I. V. Stalin, | |   |

Đẩy nhanh cuộc tấn công lên phía Bắc, ngày 21 tháng 1, Quân đoàn kỵ binh cận vệ 4 Kuban và Cụm xe tăng của tướng V. I Filippov với sự giúp đỡ của các đội du kích Kuban đã giải phóng thành phố Stavropol. Tuy nhiên, cả một đoạn mặt trận rộng hơn 120 km từ Khamyshky đến Ispravsnaya đã không có một đơn vị Liên Xô nào khống chế bởi hành động chậm chạp của Tập đoàn quân 46. Qua hành lang đó, các lực lượng chủ yếu của Tập đoàn quân 17 và Quân đoàn bộ binh sơn chiến 49 (Đức) đã tự do rút về Maikop và Kropotkin. Tư lệnh cụm tác chiến Bắc Kavkaz lệnh cho Tập đoàn quân 46 phải khẩn trương mở cuộc tiến công ngày 11 tháng 1. Nhưng phải đến ngày 16 tháng 1, tập đoàn quân này mới tập trung tương đối đủ binh lực và bắt đầu tham gia chiến dịch. Với nhiệm vụ được giao chỉ là làm phân tán sự chú ý của quân Đức khỏi hướng tấn công chính của Cụm tác chiến Biển Đen trên hướng Tikhoretsk - Krasnodar nhưng Tập đoàn quân 46 lại hành động mạnh đến mức làm cho Quân đoàn bộ binh 44 (Đức) phải nhanh chóng rút lui và uy hiếp cả sườn trái của Quân đoàn bộ binh 42 (Đức). Trong khi đó, cuộc tấn công của Tập đoàn quân 56 thu được những kết quả rất hạn chế. Qua 10 ngày tấn công, tập đoàn quân này chỉ tiến lên được không quá 30 km trên khu vực Goryachy - Klyuch. Kết quả là quân Đức đã rút được phần lớn Quân đoàn 44 và Quân đoàn bộ binh sơn chiến 49 khỏi chân núi Kavkaz và tập trung về giữ Krasnodar.
Một trong những khó khăn đến với quân đội Liên Xô khiến họ không thể đẩy nhanh hơn tốc độ tiến công còn là vì những quả mìn của Đức và mìn của chính họ. Hồi mùa hè năm 1942, khi phải rút quân qua đồng bằng Kuban, thảo nguyên Kalmyk và dọc theo thung lũng các con sông lên dãy Kavkaz, công binh Liên Xô đã gài hàng chục vạn quả mìn đủ loại gồm mìn chống tăng, mìn vướng nổ chống kỵ binh, mìn sát thương bộ binh. Chất nổ phá cầu, phá đá... Khi rút lui, quân đội Đức Quốc xã cũng áp dụng chiến thuật tương tự, đặc biệt là tại cửa ngõ các thành phố, các thị trấn lớn, các con đường độc đạo. Mặc dù đã huy động đến vài trung đoàn công binh song quân đội Liên Xô tại Bắc Kavkaz cũng không thể giải quyết ngay một lúc số mìn mà quân đội Đức Quốc xã và chính họ đã gài mà chỉ có thể tạo những cửa mở đi xuyên qua các bãi mìn để các sư đoàn có thể băng qua đó. Tốc độ tiến công do vậy cũng bị giảm sút, nhất là đối với các lữ đoàn xe tăng.

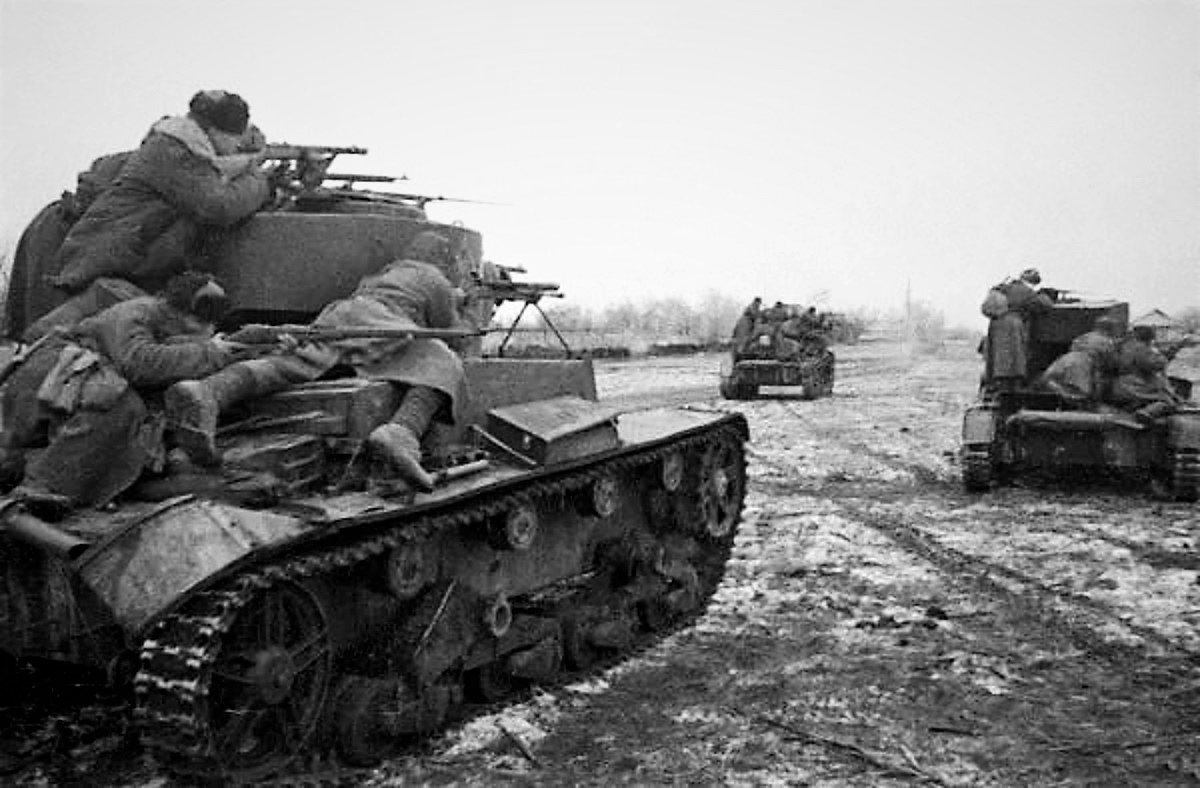
Xe tăng T-26 và bộ binh Liên Xô phản công trên hướng Rostov

Ở phía Tây, cuộc tấn công của các Tập đoàn quân 28 và 51 (Phương diện quân Nam) tiến triển thuận lợi trong tuần thứ hai. Các tập đoàn quân này đã tiến một cự ly dài hơn 250 km từ phía Nam sông Sal - Elista đến khu vực hồ chứa nước Malnyk - Salsk. Tập đoàn quân cận vệ 2 (Liên Xô) được tung vào trận cũng tiến quân một mạch từ Zhukovskaya (phía Tây Kotennikovo) đến Bagaevskaya (phía Đông Novocherkassk) trong tuần thứ ba của chiến dịch mà không gặp phải sức kháng cự đáng kể của quân Đức. Tuy nhiên, cuộc tấn công này không đạt được mục đích quan trọng cuối cùng. Dựng lên một lá chắn thép trước của ngõ phía Tây Rostov - Novocherkassk, sư đoàn xe tăng 23 (được trả về Tập đoàn quân xe tăng 4 sau Chiến dịch Bão Mùa đông) đã chặn đứng các cuộc tấn công của Tập đoàn quân cận vệ 2 (Liên Xô) trên khu vực hợp lưu giữa sông Đông và sông Malnyk. Chếch về phía Nam, Tập đoàn quân xe tăng 1 (Đức) cũng dùng Sư đoàn xe tăng 11 và Sư đoàn cơ giới 16 lập thành một lá chắn thép từ Malnychskaya đến Egorlykskaya. Do không có sự phối hợp của các đòn đánh bổ trợ từ hướng Tây Nam theo kế hoạch "Núi", các tập đoàn quân cận vệ 2, 28 và 51 của quân đội Liên Xô đã phải dừng lại trên tuyến này ngày 24 tháng 1 năm 1943.
Cuộc đột kích của các tập đoàn quân 44, 28, 51 và cụm kỵ binh cơ giới của tướng Kirichenko vào phía Nam Rostov đã gặp phải sức kháng cự quyết liệt của sư đoàn cơ giới SS "Wiking", sư đoàn xe tăng 3 và sư đoàn xe tăng 13 (Đức) được sự yểm hộ từ phía sau của Cụm tác chiến Hollidt (Đức). Đến ngày 14 tháng 2, sau khi đã rút được phần lớn các đơn vị xe tăng về Aksanskaya (???), quân đội Đức Quốc xã tiếp tục cuộc rút lui sang phía Tây giữ phòng tuyến sông Mius. Quân đội Liên Xô tiến vào Bataisk ngày 13 tháng 2 và giải phóng Rostov ngày 14 tháng 2.

#### Chiến dịch Maikop-Krasnodar

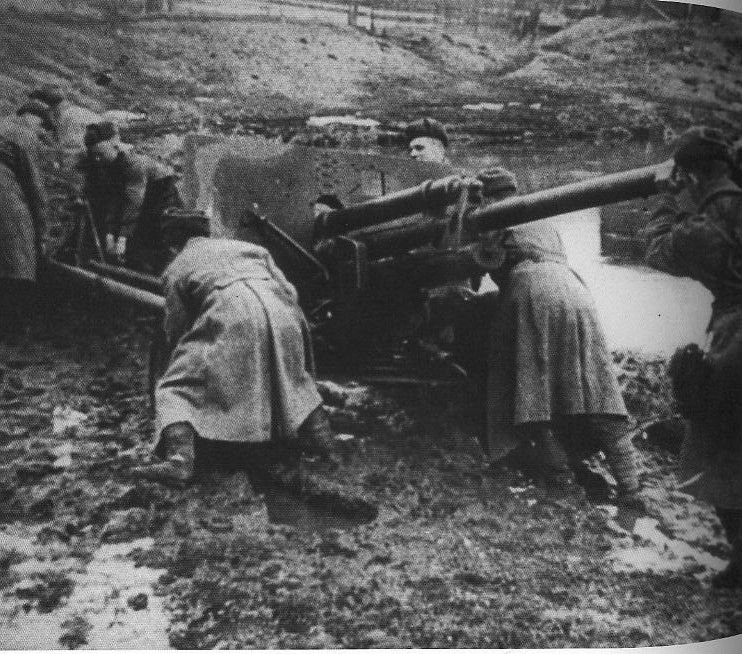
Binh sĩ Liên Xô kéo pháo vào trận địa

Đến ngày 11 tháng 1 năm 1943, Đại bản doanh Bộ Tổng tư lệnh tối cao quân đội Liên Xô mới nhận được báo cáo bổ sung phần còn thiếu trong kế hoạch "Núi" và ngay lập tức phê chuẩn nó. Tuy nhiên, Cụm tập đoàn quân A (Đức) còn "khẩn trương" hơn cả Cụm tác chiến Biển Đen của quân đội Liên Xô trong hành động rút quân. Ngày 5 tháng 1, các sư đoàn Đức và Romania còn lại đã bỏ các vị trí dưới chân ngọn núi Elbrus và dưới chân các con đèo Chiper (???), Klukhori, Marukh, Sancharo và Belorechensky, tập trung tại các thị trấn Mikoyan Shakhar (???), Zelenchukskaya, Pregradnaya, Bagovskaya, Kaladzhinskaya và bắt đầu rút lên phía Bắc. Do tuyết rơi dày đặc trên dãy Kavkaz, không chỉ quân đội Đức mà quân đội Liên Xô cũng không thể sử dụng các lực lượng cơ giới để chuyển quân. Mặc dù Tập đoàn quân 46 đã phát động tấn công ngày 11 tháng 1 (chậm 3 ngày so với kế hoạch) nhưng đến ngày 13 tháng 1, Cụm tác chiến Biển Đen vẫn không thể tập trung đủ binh lực của các tập đoàn quân 47, 56 và 18 tại các vị trí đã định. Đại bản doanh Bộ Tổng tư lệnh tối cao quân đội Liên Xô cho phép Cụm Biển Đen dời thời điểm tấn công đến ngày 16 tháng 1, trong khi đó, quân Đức vẫn tuần tự rút lui.
Không bị chặn đánh từ hai bên sườn, Quân đoàn bộ binh sơn chiến 49 và Quân đoàn bộ binh 44 (Đức) dễ dàng sử dụng các đơn vị cản hậu để kìm chân Tập đoàn quân 46 tại khu vực Neftegorsk - Apsheronsky. Tập đoàn quân 56 không thể vượt qua khu vực bàn đạp vừa chiếm được ngày 14 tháng 1 ở phía Tây Goryachi Klyuch. Một tuần sau, ngày 21 tháng 1, Tập đoàn quân 56 mới chọc thủng được phòng tuyến của quân Đức và tiến về hướng Krasnodar. Ngày 30 tháng 1, Tập đoàn quân 46 chiếm lại Maikop. Cánh trái của Tập đoàn quân này phát triển qua Belorechensky đến Ust Labinsk và ngày 2 tháng 2, họ gặp chủ lực Tập đoàn quân 37 vừa đánh chiếm Kropotkin ngày 31 tháng 1 cũng tiến ra đến đây. Tập đoàn quân 18 cũng tấn công từ Shaumian trước cửa ngõ Tuapse lên phía Bắc dọc theo sông Pshish.

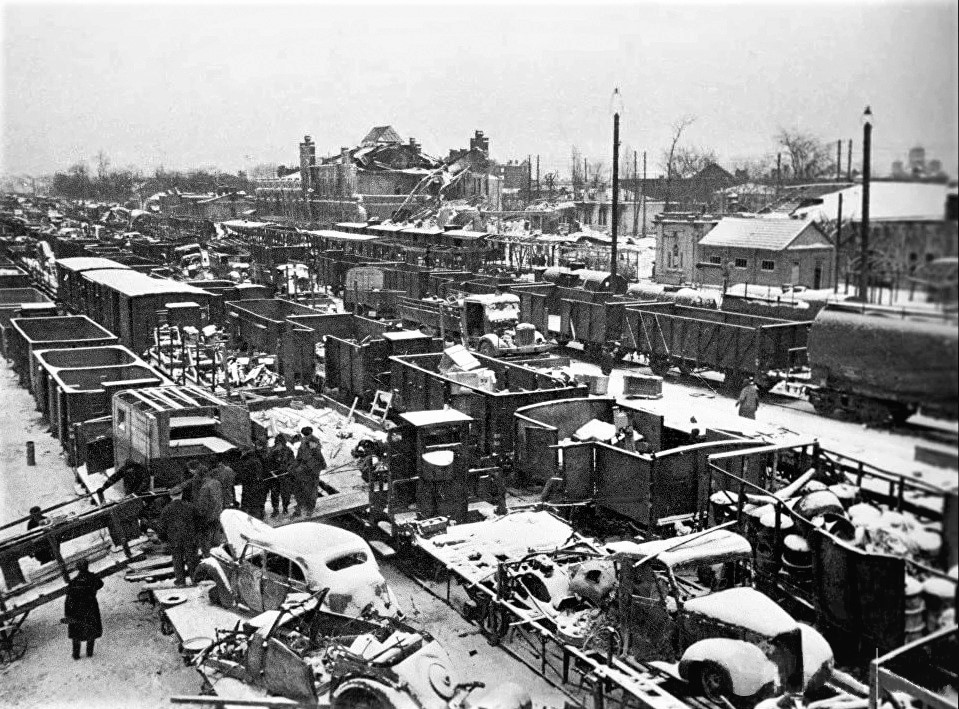
Quân đội Liên Xô giải phóng nhà ga đầu mối Krasnodar

Trong tuần đầu tháng 2 năm 1943, tướng Richard Ruoff, Tư lệnh tập đoàn quân 17 (Đức) cố gắng giữ tuyến Kropotkin - Tikhoretsk nhưng không đủ lực lượng. Ngày 4 tháng 2, Tập đoàn quân 58 (Liên Xô) đánh chiếm Tikhoretsk và phát triển đến Eisk trên bờ biển Azov. Tập đoàn quân 9 (Liên Xô) tiến dọc theo sông Beysue đánh chiếm thị trấn Bryukhovetskaya. Phần lớn Tập đoàn quân 17 (Đức) bị dồn về phía bán đảo Taman, khu vực Krasnodar và khu tam giác đồng lầy Petrovskaya - Timashevsky - Grivenskaya ở Đông Bắc Taman. Ở phía Tây, Tập đoàn quân 47 không đột phá được tuyến phòng thủ của Quân đoàn bộ binh xung kích 5 (Đức). Cuộc tấn công của Tập đoàn quân này vào quân cảng Novorossiysk cũng không thu được kết quả. Trung đoàn xe tăng còn lại của Sư đoàn xe tăng 22 thuộc Quân đoàn bộ binh 42 (Đức) đã chặn được các mũi tấn công yếu hơn của Tập đoàn quân 47 trước cửa ngõ các thị trấn Abinsk và Krymsk. Dựa vào các tuyến phòng thủ trước đây của quân đội Liên Xô, Tập đoàn quân 17 (Đức) mặc dù bị chia cắt khỏi Tập đoàn quân xe tăng 1 nhưng đã thiết lập được tuyến phòng thủ vững chắc phía ở Đông bán đảo Taman, bao gồm cả thành phố Krasnodar.
Bộ Tư lệnh Cụm tác chiến Bắc Kavkaz đã đảm nhận chỉ huy cánh quân phía Đông Taman để Cụm tác chiến Biển Đen tập trung vào hướng Novorossiysk. Tướng I. I. Maslennikov buộc phải vạch kế hoạch tấn công mới. Ngày 4 tháng 2, sau cuộc đột kích không có kết quả của Tập đoàn quân 47 vào Abịnsk và Krymsk, cuộc đổ bộ lên cứ điểm Nam Ozereyka của hải quân đánh bộ hạm đội Biển Đen cũng không thực hiện được vì bão biển lớn. Trên cánh phải, các tập đoàn quân 18 và 56 liên tục đột phá tuyến phòng ngự của Quân đoàn bộ binh 42 (Đức) và đánh chiếm Krasnodar ngày 12 tháng 2. Phát huy chiến quả này, các tập đoàn quân 9, 37 và 46 cũng đồng loạt đột kích theo hướng chung đến Kievskoye. Tướng Richard Ruoff rút các lực lượng về hẳn trong bán đảo Taman, lợi dụng địa hình đồng lầy để thiết lập tuyến phòng thủ chạy dọc phía Tây bán đảo từ Temryuk qua Kievskoye, Moldavanskoye đến Stanichka (???) và chặn đứng cuộc tấn công của quân đội Liên Xô trên tuyến này. Quân cảng Novorossiysk vẫn nằm trong tay quân Đức, trừ mỏm đất nhỏ ở phía nam bán đảo Myskhako (Đất Nhỏ) đang do Lữ đoàn hải quân đánh bộ 227 (Liên Xô) chiếm giữ.

#### Chiến dịch Taman lần thứ nhất

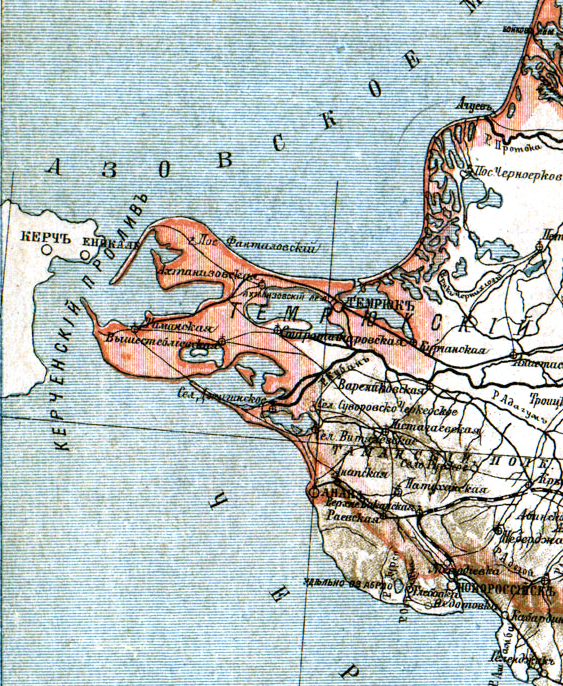
Bán đảo Taman

Sau những thất bại ở đồng bằng trung lưu sông Kuban và buộc phải bỏ thành phố Krasnodar cùng với hầu hết đồng bằng Kuban rút về cố thủ tại bán đảo Taman, Tập đoàn quân 17 (Đức) đã dựng lên ở đây một tuyến phòng thủ vững chắc có tên là "Phòng tuyến xanh" gồm hai lớp. Lớp ngoài gồm hai tuyến phòng thủ không liên tục. Tuyến thứ nhất từ Cheburgolskaya dọc theo sông Protoka (phân lưu của sông Kuban) qua Petrovskaya đến Slavianskaya (Slaviansk on Kuban) trên hữu ngạn sông Kuban, tuyến thứ hai từ tả ngạn sông Kuban (đối diện với Slavianskaya) dọc theo sông Abin đến phía trước thị trấn Abinsk và bao gồm cả cụm cứ điểm Abinsk. Lớp phòng thủ thứ hai liên tục từ phía Đông căn cứ không quân Temryuk qua Kievskoye, Moldavanskoye đến Krymsk, được cấu trúc kiên cố bằng đá do sư đoàn tù nhân khai thác từ mỏ đá Verkhnerbakansky đem về cùng với bê tông cốt thép làm bằng xi măng lấy từ nhà máy xi măng Tháng Mười Đỏ tại Novorossiysk. Trên chiều dài 128 km từ khu vực đầm lầy Kurchanskaya đến Novorossiysk, công binh Đức đã bố trí 577 hỏa điểm với mật độ 3 điểm/km trên 71 km cánh trái phòng tuyến, 8 điểm/km trên 32 km ở khu trung tâm và 6 điểm/km ở cánh phải. 37,5 km trên phòng tuyến được bố trí các bãi mìn. 87 km được ngăn bằng rào thép gai nhiều lớp. 11,75 km phòng tuyến được bố trí các vật cản bằng sắt, bê tông và gỗ. Toàn bộ các bãi mìn có 142.370 quả mìn chống tăng, 155.848 mìn chống bộ binh, 3.032 bom điều khiển nổ bằng điện, 144 quả bom vướng nổ. Trên ba lớp rào thép gai có 142 cụm rào cũi lợn, 120 cụm rào thép gai kết hợp hào chống tăng. Tổng chiều dài của loại rào thép gai vòng xoắn lên đến 266,4 km.
Từ ngày 15 tháng 4 năm 1943, khi Quân đoàn xung kích 5 thuộc Tập đoàn quân 17 (Đức) bị hút vào các trận đánh giằng co ác liệt trên bán đảo Myskhako, ngày 18 tháng 4, Bộ Tổng tham mưu quân đội Liên Xô đã trù tính đến một kế hoạch tấn công có tính tổng lực hơn của Tập đoàn quân 18 và Tập đoàn quân 56 vào cánh Nam của Tập đoàn quân 47 với chủ lực là Quân đoàn xung kích 5 (Đức) lúc này đang bị phân tán trên hai hướng Novorossiysk và Abinsk. Mục tiêu của cuộc tấn công này không chỉ là đánh sập cánh Nam của Tập đoàn quân 17 Đức mà còn không cho Cụm tập đoàn quân Nam (Đức) có thể sử dụng Tập đoàn quân này trên một hướng chiến lược khác mà hướng đó hoàn toàn có thể là khu vực Belgorod - Kursk theo phán đoán của nguyên soái G. K. Zhukov. Kế hoạch dự định sử dụng chi viện tối đa của Không quân của hạm đội Biển Đen và không quân của Tập đoàn quân không quân 5 (Cụm không quân Kuban). Khi cuộc phản công của Quân đoàn xung kích 5 (Đức) vào cụm quân Myskhako tại phía Nam Novorossiysk và Quân đoàn 49 (Đức) vào Tập đoàn quân 56 (Liên Xô) trên hướng Krymsk đã bị bẻ gãy, ngày 29 tháng 4 năm 1943, các Tập đoàn quân 18 và 56 (Liên Xô) bắt đầu tấn công. Trong 5 ngày đầu của chiến dịch, quân đội Liên Xô thu được một số kết quả hạn chế, đánh chiếm được một số điểm dân cư như Krymsk, Abinsk, Slavianskaya, Petrovskaya. Ngày 5 tháng 4, Bộ Tư lệnh Cụm tập đoàn quân Nam (Đức) điều Quân đoàn bộ binh 49 (nguyên là Quân đoàn sơn chiến 49) vượt eo biển Kerch trở lại tham chiến. Cả bốn tập đoàn quân Liên Xô đều bị Tập đoàn quân 17 (Đức) chặn lại trên "Phòng tuyến xanh" từ sông Kurka, dọc theo một đoạn sông Kuban qua Kievskoye, Moldavanskoye đến Neberzhayevskaya ở phía Bắc Novorossiysk. Các nỗ lực tiếp theo của quân đội Liên Xô nhằm tiếp tục đột phá vào "Phòng tuyến xanh" của Tập đoàn quân 17 (Đức) đều thất bại. Quân đoàn 44 (Đức) đã giữ vững các cụm cứ điểm Kievskoye, Moldavanskoye. Ngày 15 tháng 5, Quân đội Liên Xô buộc phải ngừng tấn công.
Ngày 21 tháng 5 năm 1943, Tổng tư lệnh tối cao quân đội Liên Xô I. V. Stalin cách chức Tư lệnh Phương diện quân Bắc Kavkaz của trung tướng I. I. Maslenikov và cử thiếu tướng I. E. Petrov thay thế với nhiệm vụ "phải quét sạch quân Đức khỏi bán đảo Taman trong thời hạn 4 tháng".

#### Đất nhỏ và Chiến dịch Novorossiysk

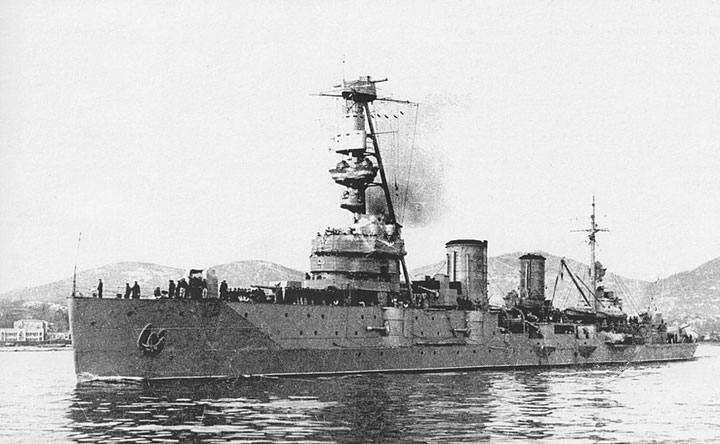
Thiết giáp hạm Krasnyy Krym, con tàu tham gia yểm hộ cho cuộc đổ bộ của quân đội Liên Xô lên bán đảo Myskhako, tháng 2 năm 1943

Ngay sau Chiến dịch Mozdok-Stavropol, cùng với việc triển khai các chiến dịch Salsk-Rostov và Maikop-Krasnodar, Cụm tác chiến Biển Đen và Hạm đội Biển Đen của quân đội Liên Xô đã có một kế hoạch thu hồi cảng Novorossiysk làm bàn đạp tiến ra bán đảo Taman trong tháng 2 và tháng 3 năm 1943. Tuy nhiên, do sự phối hợp không tốt giữa các lực lượng trên bộ và trên biển, chiến dịch đã bị chia cắt làm hai giai đoạn. Trong giai đoạn đầu, quân đội Liên Xô chỉ giành được một thắng lợi nhỏ là thiết lập được một căn cứ đầu cầu tại bán đảo Myskhako. Trong nhiều tháng tiếp theo, Quân đội Đức Quốc xã đã nhiều lần tổ chức tấn công để xóa căn cứ đầu cầu này nhưng không thành công. Trong 227 ngày đó, đội quân đồn trú đã đánh nhiều trận phòng ngự chống lại các cuộc tập kích của Quân đoàn bộ binh 5 thuộc Tập đoàn quân 17 (Đức), trấn giữ được căn cứ đầu cầu cho đến khi Cụm tác chiến Biển Đen và Hạm đội Biển Đen phối hợp tổ chức lại Chiến dịch đánh chiếm Novorossiysk.

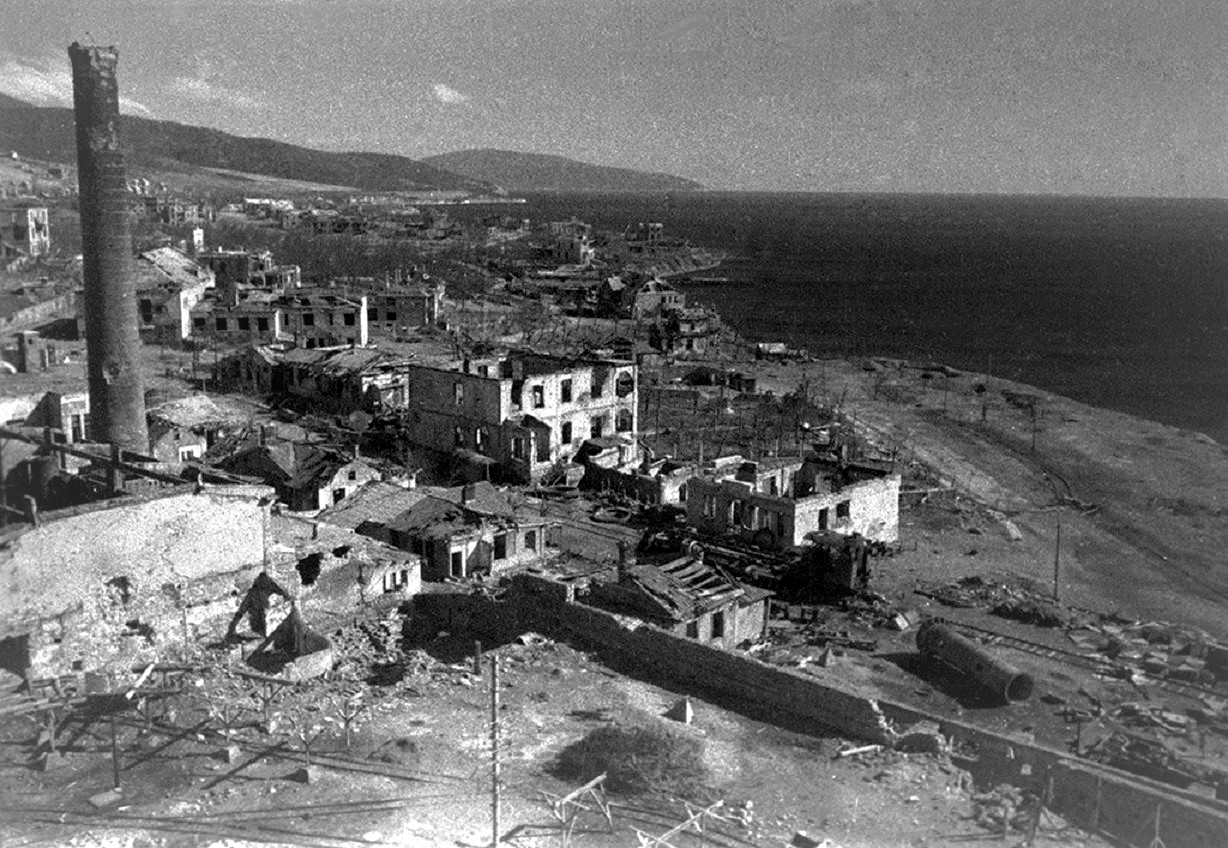
Một góc thành phố Novorossyisk sau khi được quân đội Liên Xô giải phóng

Do thiếu quyết tâm trong việc chở quân đổ bộ cũng như tùy tiện thay đổi địa điểm đổ bộ và thiếu sự phối hợp chính xác giữa hải quân và lục quân, làm mất yếu tố bất ngờ, chiến dịch không thực hiện được. Chỉ còn đội quân đồn trú Myskhako phải trụ lại chiến đấu với các lực lượng Đức lớn gấp đôi. Vì để xảy ra thất lợi do trách nhiệm của hải quân, Phó đô đốc A. F. Oktyabrsky bị bãi chức tư lệnh hạm đội Biển Đen và được điều sang Viễn Đông làm tư lệnh phân hạm đội Amur. Tư lệnh mới của Hạm dội Biển Đen, Phó đô đốc L. A. Vladimirsky đã thường xuyên thực hiện các chuyến tiếp tế cho đội quân đồn trú để duy trì sức chiến đấu của họ cho đến khi cuộc tấn công vào Novorossiysk được tổ chức vào tháng 9 năm 1943.
Đến cuối tháng 8 năm 1943, khi kết cục trận Kursk đã được định đoạt với thất bại nặng nề của các quân đoàn xe tăng chủ lực của quân đội Đức Quốc xã, Bộ Tư lệnh Phương diện quân Bắc Kavkaz (tái lập bằng sự sáp nhập hai cụm tác chiến Bắc Kavkaz và Biển Đen) đã mở lại chiến dịch Novorossiysk và đặt nó trong tổng thể chiến dịch giải phóng Novorossiysk và Taman. Theo kế hoạch được Đại bản doanh Bộ Tổng tư lệnh tối cao quân đội Liên Xô phê duyệt ngày 20 tháng 8 năm 1943, việc tái chiếm Novorossiysk được giao cho hai cánh quân gồm Tập đoàn quân 18 tấn công từ con đường bộ Tuapse - Novorossiysk dọc theo bờ Biển Đen từ Gelendzhik tiến quân qua Grushovaya balka và đánh bọc Novorossiysk từ phía Bắc. Cánh quân thứ hai gồm các đội quân hỗn hợp hải quân đánh bộ Hạm đội Biển Đen và bộ binh Tập đoàn quân 18 đổ bộ lên bán đảo Myskhako, cùng với các lực lượng đã có tại đây tấn công từ phía Nam lên.
Sau một năm bị quân đội Đức Quốc xã chiếm đóng, thành phố và quân cảng Novorossiysk đã trở về tay quân đội Liên Xô. Hạm đội Biển Đen có thêm một căn cứ hải quân quan trọng để tiếp cận và thực hiện các chiến dịch giành lại quyền khống chế hải phận của Liên Xô trên Biển Đen. Đây cũng là căn cứ hậu cần quan trọng cho chiến dịch giải phóng Krym của quân đội Liên Xô dự định thực hiện vào cuối năm 1943, đầu năm 1944. Mặc dù các lực lượng trên bộ đã loại khỏi vòng chiến đấu hơn 8.000 quân Đức, đánh quỵ Quân đoàn bộ binh xung kích 5 (Đức), Lữ đoàn tàu phóng lôi số 2 và không quân hạm đội Biển Đen đã đánh chìm 16 tàu chiến Đức nhưng Hạm đội Biển Đen cũng bị tổn thất do hỏa lực của pháo binh và không quân Đức. Tổng cộng có 20 tàu thuyền Liên Xô bị đánh đắm và đánh hỏng. Trong đó có 4 tàu tuần duyên, 8 tàu phóng ngư lôi, 5 tàu quét mìn, 3 thuyền chở quân.

#### Giải phóng Taman

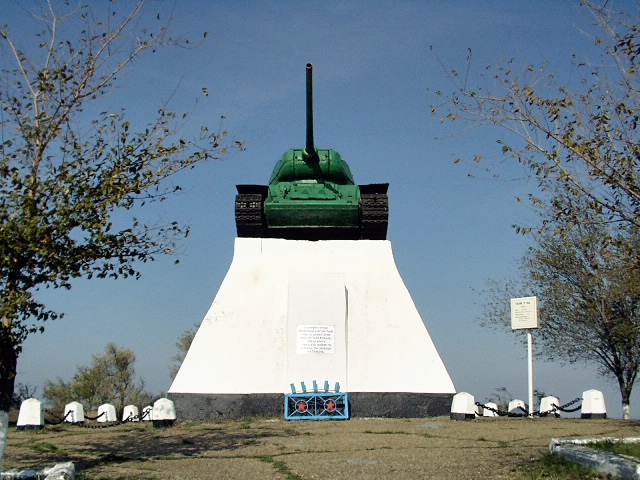
Đài kỷ niệm Chiến dịch giải phóng Taman tại Temryuk

Sau trận Kursk, quân đội Đức Quốc xã đã để mất quyền chủ động chiến lược ra đòn tấn công trước và bắt đầu xuống dốc. Những thiệt hại của quân đội Đức trong trận Kursk và ngay sau đó là chiến dịch Kutuzov và chiến dịch Nguyên soái Rumyantsev là không thể bù đắp được. Hầu như những phương tiện chiến tranh trên bộ và trên không mới nhất, hiện đại nhất của quân đội Đức Quốc xã khi đó đều đã được đem ra thử thách tại trận Kursk và kết quả là quân đội đó vẫn phải rút lui sau gần hai tuần tấn công rồi bị phản công quyết liệt. Trên mặt trận Xô-Đức dài hơn 4.500 km từ biển Barents đến biển Đen, các Cụm tập đoàn quân Bắc, Trung tâm và Nam của quân đội Đức Quốc xã đều phải chuyển sang phòng ngự trước các đòn tấn công của quân đội Liên Xô diễn ra liên tục từ Narva qua hữu ngạn Ukraina đến cửa sông Mius. Tình thế chiến lược có quá nhiều thuận lợi cho Phương diện quân Bắc Kavkaz (Liên Xô) giải quyết dứt điểm cuộc chiến tại bán đảo Taman, căn cứ cuối cùng của Cụm tập đoàn quân Nam (Đức) tại Kavkaz. Chiến dịch giải phóng Taman là hoạt động quân sự lớn cuối cùng của quân đội Liên Xô trong toàn bộ chiến dịch Kavkaz diễn ra từ ngày 10 tháng 9 đến ngày 9 tháng 10 năm 1943, bao gồm cả Chiến dịch giải phóng Novorossiysk. Trong chiến dịch này, các tập đoàn quân 9, 18, 56 và lực lượng hải quân đánh bộ của Hạm đội Biển Đen đã đánh bật Tập đoàn quân 17 (Đức) khỏi bán đảo Taman sang bán đảo Krym, thu hồi toàn bộ bán đảo Taman, hoàn thành chuỗi chiến dịch phản công tại khu vực Bắc Kavkaz.
Mở đầu bằng cuộc đột kích của hải quân đánh bộ hạm đội Biển Đen phối hợp với Tập đoàn quân 18 đánh chiếm thành phố và quân cảng Novorossiysk cùng các vùng phụ cận, quân đội Liên Xô đã vô hiệu hóa hệ thống phòng thủ ở Taman do quân đội Đức Quốc xã dày công xây dựng có tên gọi "Phòng tuyến xanh" với ba tuyến phòng thủ khá hoàn hảo. Do sự kiên cố của phòng tuyến này cộng với sự phức tạp của địa hình, cuộc tấn công của quân đội Liên Xô buộc phải được chia làm hai đợt. Đợt thứ nhất từ ngày 10 đến ngày 25 tháng 9, đợt thứ hai từ ngày 27 tháng 9 đến ngày 9 tháng 10. Các đòn vu hồi của các lữ đoàn hải quân đánh bộ và Tập đoàn quân 18 (Liên Xô) khi phát triển kết quả của Chiến dịch giải phóng Novorossiysk vào phía sau phòng tuyến này đã phá vỡ toàn bộ kế hoạch và phương án phòng thủ của tướng Erwin Jaenecke, buộc Tập đoàn quân 17 (Đức) và quân đoàn kỵ binh 5 (Romania) phải lùi dần về khu vực Temryuk với thương vong ngày một lớn chỉ trong vòng một tháng. Trên đường biển rút lui sang bán đảo Krym, các tàu vận tải Đức cũng bị các pháo hạm, các tàu phóng ngư lôi và không quân của Hạm đội Biển Đen tấn công, làm tăng thêm thương vong. Đóng quân trên bán đảo Krym, các lực lượng còn lại của Tập đoàn quân 17 (Đức) đã lâm vào tình trạng bị nửa cô lập với Cụm tập đoàn quân Nam (Đức), bị kiệt quệ về binh lực và hỏa lực do con đường tiếp tế qua Biển Đen từ các cảng Konstantsa (Romania) Varna (Bulgari) đã bị Hạm đội Biển Đen khống chế. Tập đoàn quân này chỉ còn có thể lợi dụng địa hình hiểm trở để cố trấn giữ bán đảo Krym và cũng chỉ giữ được không quá 6 tháng.
Quân đội Liên Xô đã tước khỏi tay quân đội Đức Quốc xã lưỡi dao găm tại Taman đang sẵn sàng thọc vào phía sau các phương diện quân Liên Xô đã tấn công trên hướng Dniepr - Nam Ukraina. Thu hồi bán đảo Taman, Phương diện quân Bắc Kavkaz, (từ ngày 20 tháng 11 năm 1943 chuyển thành Tập đoàn quân ven biển) của Quân đội Liên Xô có một căn cứ bàn đạp thuận lợi để lặp lại chiến dịch không thành công hồi mùa hè năm 1942, mở lại các chiến dịch đổ bộ sang bán đảo Kerch để lập căn cứ bàn đạp, từ đó phát triển tấn công, phối hợp với Phương diện quân Ukraina 4 tiếp tục các chiến dịch thu hồi lãnh thổ Krym và quân cảng trọng yếu Sevastopol từ tay quân đội Đức Quốc xã.

## Kết quả, đánh giá và ảnh hưởng

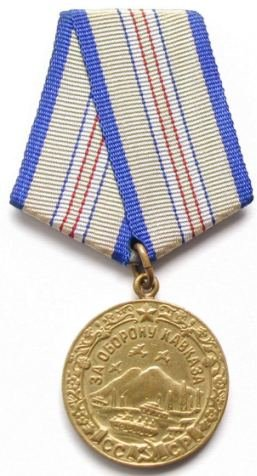
Được thiết lập ngày 1 tháng 5 năm 1944, 583.045 binh sĩ Hồng quân đã được tặng thưởng huy chương này vì công lao bảo vệ khu vực Kavkaz.

### Kết quả
Chiến dịch Kavkaz là một trong các chiến dịch dài ngày nhất của Chiến tranh Xô-Đức. Với ưu thế ban đầu trên đà tấn công thắng lợi của Chiến dịch Blau, quân đội Đức Quốc xã đã đánh chiếm hầu hết những mục tiêu quan trọng ở Bắc Kavkaz trong vòng ba tháng, loại khỏi vòng chiến đấu hàng chục vạn sĩ quan và binh sĩ quân đội Liên Xô, buộc Phương diện quân Bắc Kavkaz phải lùi về giữ những vùng núi hiểm trở và bố trí tuyến phòng thủ mới dọc theo sông Terek. Tuy nhiên, thắng lợi ban đầu của Cụm Tập đoàn quân A nhanh chóng bị chặn đứng trước các con đèo quan trọng trên dãy Kavkaz và phòng tuyến sông Terek của quân đội Liên Xô. Mọi cố gắng của quân đội Đức Quốc xã để tiến vào phía Nam Kavkaz từ hai hướng Biển Đen và sông Terek đều thất bại. Mặc dù đã đổ vào mặt trận này gần 1.000.000 quân với hàng nghìn xe tăng thuộc Tập đoàn quân xe tăng 1, một trong bốn binh đoàn đột kích mạnh nhất của quân đội Đức Quốc xã trên mặt trận Xô-Đức nhưng Cụm tập đoàn quân A vẫn không thể xoay chuyển được tình thế. Sau thất bại của Cụm tập đoàn quân B tại trận Stalingrad, Cụm tập đoàn quân A (Đức) đứng trước nguy cơ bị cô lập. Và chỉ có hành động rút chạy thật nhanh của Tập đoàn quân xe tăng 1 băng qua thảo nguyên Kalmyk và đồng bằng Kuban cùng với những lá chắn thép do Tập đoàn quân xe tăng 4 (Đức) dựng lên trước cửa ngõ Rostov mới cứu cho Tập đoàn quân xe tăng 1 (Đức) khỏi bị tiêu diệt hoàn toàn.
Trong các chiến dịch phản công của Quân đội Liên Xô từ tháng 1 đến tháng 10 năm 1943, họ đã đẩy tuyến mặt trận trở lại tình hình gần như trước tháng 7 năm 1943, tiến xa đến 800 km và thu hồi toàn bộ vùng Bắc Kavkaz, các đồng bằng sông Kuban, sông Đông và thảo nguyên Kalmyk, đánh thiệt hại nặng Cụm tập đoàn quân A (Đức). Phía Liên Xô công bố họ đã tiêu diệt và làm bị thương 275.000 sĩ quan và binh lính Đức, bắt 6.000 tù binh, phá hủy 890 xe tăng và xe bọc thép, bắt giữ 458 chiếc, bắn rơi và phá hủy hơn 2.000 máy bay, phá hủy 2.127 pháo, thu giữ 1.392 khẩu, phá hủy 1.394 súng cối, thu giữ 1.533 khẩu, phá hủy hơn 7.000 ô tô, thu giữ 15.000 chiếc cùng nhiều đầu máy xe lửa và toa xe. Mặc dù thiệt hại về người của quân đội Đức Quốc xã tại Kavkaz không cao bằng thiệt hại ở mặt trận Stalingrad nhưng thiệt hại về vũ khí và phương tiện chiến tranh lại lớn hơn. Nhiều sư đoàn xe tăng Đức thuộc các quân đoàn xe tăng 3, 40, 48, 57, sư đoàn xe tăng 22 và sư đoàn cơ giới đặc nhiệm F phải rút ra khỏi cuộc chiến để trang bị lại và bổ sung quân số bằng quân số và phương tiện được điều từ Đức, Tây Âu và Đông Âu sang.
Tác chiến phối hợp với lục quân, Hạm đội Biển Đen (Liên Xô) đã chuyên chở hàng chục nghìn lượt quân đổ bộ trong các trận đánh ven biển và vận chuyển hàng nghìn thương binh, hàng vạn tấn hàng hóa, vũ khí, đạn dược, lương thực, quân trang, quân dụng. Mặc dù bị tổn thất không nhỏ nhưng các hạm tàu và không quân của Hạm đội Biển Đen đã đánh chìm gần 100 tàu tuần tiễu, tàu phóng lôi cùng hơn 500 thuyền và xuồng chiến đấu của hải quân Đức, yểm hộ chắc chắn cho các hoạt động quân sự ven bờ. Các tập đoàn không quân 4 và 5 của quân đội Liên Xô đã tác chiến có hiệu quả trên vùng trời Kavkaz, nhất là ở giai đoạn cuối năm 1942, đầu năm 1943, khi không quân Đức bị hút vào mặt trận Stalingrad. Từ 17 tháng 4 đến ngày 7 tháng 6, hai tập đoàn quân không quân Liên Xô đã có cuộc đọ cánh với Tập đoàn quân không quân 4 (Đức) để tranh quyền khống chế bầu trời Kuban với lực lượng mỗi bên đến 1.000 máy bay. Cho dù phía Đức phủ nhận số liệu thiệt hại của mình do phía Liên Xô công bố nhưng trên thực tế, kết quả của các trận không chiến này đã làm suy yếu Tập đoàn không quân 4 (Đức) và cho đến Chiến dịch Taman lần thứ hai thì tập đoàn quân không quân này không còn có thể yểm hộ có hiệu quả cho các hoạt động trên bộ của Tập đoàn quân 17 (Đức) cũng như các tàu bè của họ trên Biển Đen.

### Đánh giá
Sai lầm chết người của Adolf Hitler và các tướng lĩnh Đức Quốc xã là đã đánh giá thấp tiềm lực quốc phòng của Liên Xô và kết quả tất yếu của sự "coi thường đối thủ" đó đã dẫn đến việc lựa chọn một "giải pháp cân bằng", chia đều Cụm tập đoàn quân Nam và tấn công vào Kavkaz trong khi các diễn biến ở khu vực Stalingrad chưa thể hứa hẹn một chuyển biến có tính bước ngoặt có lợi cho quân đội Đức Quốc xã. Cả hai Cụm tập đoàn quân A và B đều không đủ lực lượng để tác chiến lâu dài trên hai hướng chiến lược có trung tâm mặt trận cách xa nhau từ 800 đến trên 1.000 km, nghĩa là bằng hơn 1/3 chiều dài toàn bộ mặt trận Xô-Đức sau tháng 10 năm 1942. Với việc đưa quân vào Kavkaz, mật độ tác chiến trung bình của quân đội Đức Quốc xã giảm đi 1/3 trong đó, mật độ xe tăng trên 1 km chính diện giảm chỉ còn một nửa so với thời điểm tháng 6 năm 1942. Mật độ tác chiến của không quân cũng thưa mỏng hơn trên một vùng trời có diện tích gấp đôi so với tháng 6 năm 1942. Ngoài những đòn phản công quyết liệt của quân đội Liên Xô đã chặn đứng hai đạo quân Đức Quốc xã khổng lồ có tổng quân số cộng lại lên đến 2 triệu người ở cánh Nam mặt trận Xô-Đức thì những toan tính tham vọng quá mức của Adolf Hitler và những người ủng hộ ông ta đã làm suy yếu sức chiến đấu của quân đội Đức Quốc xã trên thực tế. Và kết cục của nó là đến tháng 10 năm 1943, quân đội Đức Quốc xã đã mất toàn bộ những kết quả mà họ đã giành được một năm trước đó. Không những thế, họ còn mất đi vĩnh viễn quyền chủ động chiến lược với những tổn thất không gì có thể bù đắp được.
Cũng như toàn bộ giai đoạn phòng thủ Stalingrad, ban đầu, quân đội Liên Xô lâm vào thế bị động, lúng túng nên chỉ sau ba tháng, quân đội Đức Quốc xã đã chiếm được nhiều mục tiêu quan trọng gồm toàn bộ dải đồng bằng màu mỡ ở Kuban và bờ Bắc sông Terek. Việc tổ chức phòng thủ ngày càng chặt chẽ hơn và việc lợi dụng tính phức tạp của địa hình ven các triền núi Bắc Kavkaz đã giúp quân đội Liên Xô chặn đứng đòn tấn công vũ bão của Cụm tập đoàn quân A. Từ cuối tháng 9 đến cuối tháng 12, Cụm tập đoàn quân này hầu như dẫm chân tại chỗ và bị tiêu hao sau những trận tấn công thất bại nhằm vượt qua dãy núi Kavkaz và sông Terek, các điểm xa nhất trong cuộc viễn chinh về phía Đông của quân đội Đức Quốc xã. Cùng với thất bại nặng nề trong trận Stalingrad, Cụm tập đoàn quân A (Đức) đứng trước nguy cơ bị cô lập. Trong hoàn cảnh đó, quân đội Đức Quốc xã phải lựa chọn một trong hai đáp số: cố cứu Tập đoàn quân 6 ở Stalingrad khỏi bị bao vây và tiêu diệt hay yểm hộ cho Cụm tập đoàn quân A rút quân. Cuối cùng, Hitler đã chọn giải pháp thứ hai vì nếu cố cứu Tập đoàn quân 6 một lần nữa, quân đội Đức Quốc xã có thể để mất cả hai đạo quân này. Và điều đó đồng nghĩa với sự sụp đổ của lục quân Đức trên toàn bộ cánh Nam mặt trận Xô-Đức. Trong tình thế của quân Đức lúc đó thì đây là một giải pháp hợp lý hơn cả.
Cơ hội ngàn vàng để quân đội Liên Xô có thể cô lập được Cụm tập đoàn quân A (Đức) tại Bắc Kavkaz đã trôi qua trong mười ngày đầu tháng 1 năm 1943 khi các cụm tác chiến Bắc Kavkaz và Biển Đen đều chậm chạp trong việc triển khai các đòn phản công. Đặc biệt, việc sửa chữa, điều chỉnh lại mục tiêu của Kế hoạch Núi của Cụm Biển Đen đã làm mất đi năm ngày quý giá. Không những cuộc tấn công vào Maikop có thể hợp vây được một nửa lực lượng Đức ở Bắc Kavkaz bị hủy bỏ mà cuộc tấn công theo hướng Rostov cũng chậm chạp và không đạt kết quả cuối cùng. Sự hiệp đồng giữa lục quân và hải quân Liên Xô ban đầu cũng không chắc chắn và thậm chí có lúc rơi vào tình trạng "trống đánh xuôi, kèn thổi ngược". Chỉ đến giữa năm 1943, việc hiệp đồng mới trở nên chặt chẽ hơn và đem lại những kết quả khả quan trong chiến dịch giải phóng Taman và các chiến dịch Kerch, Krym sau đó.

### Ảnh hưởng
Bị các ánh hào quang lớn của Trận Stalingrad và Trận El Alamein thứ hai cùng với các trận đánh ở trung lưu và thượng lưu sông Đông che lấp, cho đến trước năm 1967, các hoạt động quân sự ở Bắc Kavkaz ít được đề cập đến trong sử sách Liên Xô và không được quan tâm nghiên cứu một cách tương xứng với tầm quan trọng của nó. Trong bộ sách Lịch sử cuộc Chiến tranh vệ quốc vĩ đại gồm 6 tập, các chiến dịch và trận đánh ở Kavkaz chỉ chiếm một mục khiêm tốn tại Chương 2, Phần I, Tập 3. Và đương nhiên, ảnh hưởng của Chiến dịch Kavkaz cũng được đánh giá thấp chỉ ngang với các cuộc chiến diễn ra trên hướng thứ yếu như ở mặt trận Karelia. Trong khi Phương diện quân Karelia (Liên Xô) chỉ có 5 tập đoàn quân chống lại Tập đoàn quân Lapland (Đức) và 8 sư đoàn Phần Lan thì tại Kavkaz, binh lực hai bên tập trung tại đây gồm 8 tập đoàn quân Liên Xô với hơn 40 sư đoàn và 2 tập đoàn quân Đức cùng các quân đoàn Romania và Italia lên đến 25 sư đoàn. Mặt trận Kavkaz không chỉ có vai trò quan trọng đối với Liên Xô mà còn đối với cả vùng Tây Nam Á và Trung Đông đang do quân đội Anh bảo vệ.
Người đầu tiên đề cập đến các chiến dịch và trận đánh ở Kavkaz với tư cách nhà hoạt động quân sự là Đại tá Phi công hải quân Iosif Danilovich Kirin (Иосиф Данилович Кирин) tại cuốn sách "Hạm đội Biển Đen trong các trận chiến ở Kavkaz" của ông do Nhà xuất bản Quân sự - Moskva ấn hành năm 1958. Cuốn sách chủ yếu đề cập đến các chiến dịch có sự tham gia của các hạm tàu và hải quân đánh bộ. Năm 1962, Boris Vasilyevich Badanin (Борис Васильевич Баданин), một sĩ quan công binh Liên Xô tham gia chiến dịch mới cho ra đời cuốn sách "Trong các chiến dịch ở Kavkaz" chủ yếu nói về hoạt động của công binh. Năm 1967, Nguyên soái A.A. Grechko, khi đó là Bộ trưởng quốc phòng Liên Xô mới cho ra đời cuốn "Chiến sự tại Kavkaz" nói về toàn bộ các chiến dịch, trận đánh trong khuôn khổ Chiến dịch Kavkaz. Sau đó, một số tướng lĩnh hải quân và các nhà hoạt động chính trị chính trị cũng tham gia viết sách về đề tài này. Đáng chú ý, người ta thấy xuất hiện cuốn tiểu thuyết bộ ba gồm: "Đất nhỏ", "Hồi sinh", "Đất mới" của L.I. Brezhnev, Tổng bí thư Đảng Cộng sản Liên Xô. Mặc dù cuốn "Đất nhỏ" dựa trên những sự kiện và con người có thật nhưng đã được tô vẽ và hư cấu một cách quá đáng đồng thời mang đậm chất tiểu thuyết đến nỗi các nhà nghiên cứu lịch sử Liên Xô cũng như nước Nga hiện nay không bao giờ dùng nó làm sử liệu. Cuốn sách này đã bị lãng quên theo thời gian.